# Liste markanter und alter Baumexemplare

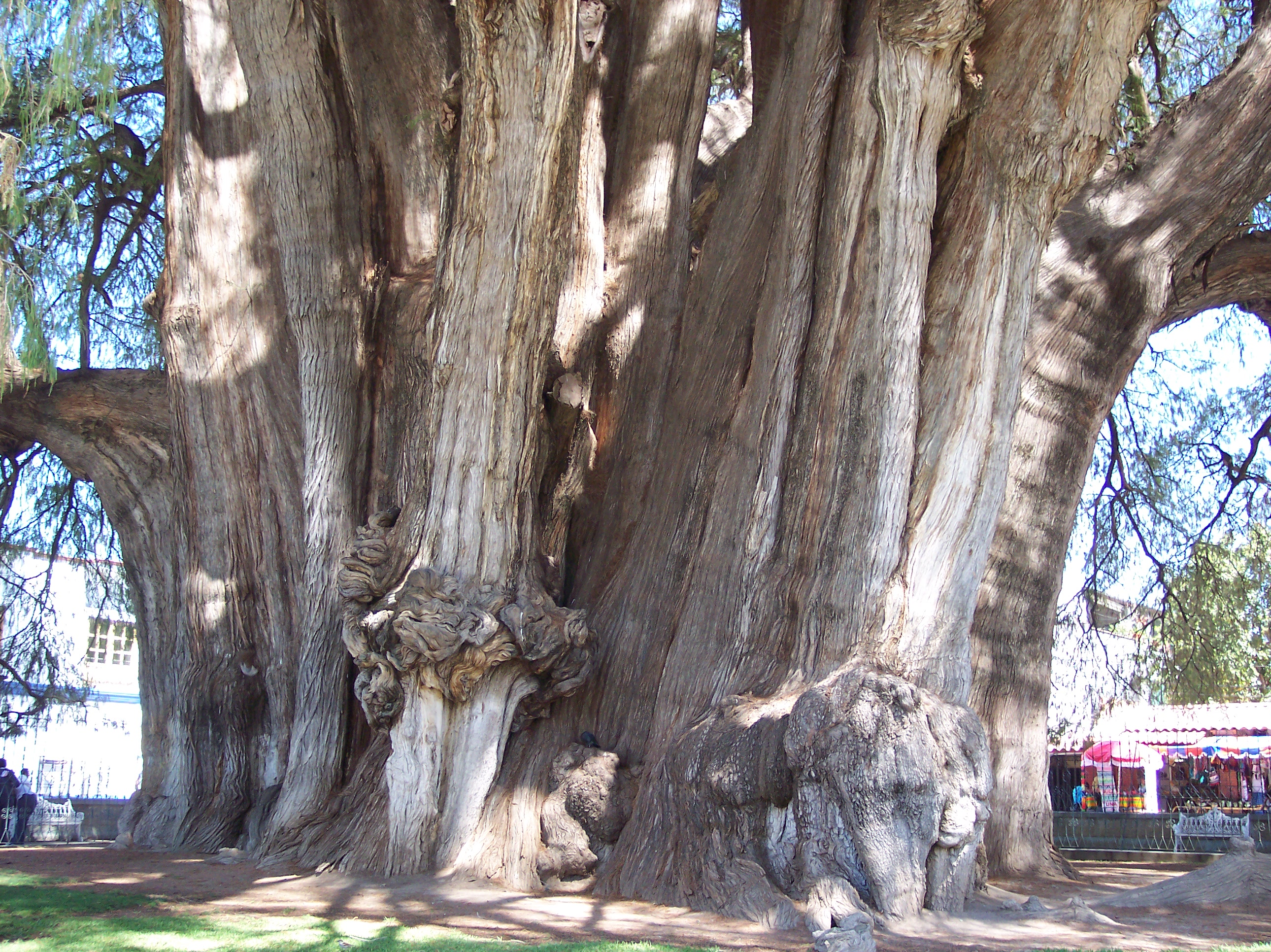
Der Baum von Tule in Mexiko ist der dickste bekannte Baum der Welt

Die Liste markanter und alter Baumexemplare nennt Baumindividuen weltweit, die aufgrund ihres Alters, ihrer Größe oder ihrer Bekanntheit herausragen. Aufgrund ihrer Abgeschiedenheit weniger bekannt sind zahlreiche Emergenten der primären Regen- und Feuchtwälder der Erde: Das sind „Urwaldriesen“, die mit beachtlichen Höhen von oftmals über 60 m das Kronendach überragen und die auch in Umfang und Biomasse enorme Ausmaße erreichen.
Die Altersdaten beruhen meist auf Schätzung oder Überlieferung, nur wenige einzelne Bäume sind anhand von Quellen oder Kernbohrung verlässlich altersbestimmt (siehe auch Altersbestimmung von Bäumen). Große und alte Bäume Mitteleuropas haben ein Alter zwischen 300 und 600 Jahren. Viele Dörfer haben sogenannte tausendjährige Eichen oder Linden, die bei näherer Untersuchung diesen Anspruch meist nicht erfüllen.

## Weltrekorde

### Ältester Baum
- klonal:
  - Die ältesten bekannten Klonkolonien der Welt könnten bei der Art Wollemia nobilis bis zu etwa 60–70 Mio. Jahre alt sein, wobei der Wert sehr umstritten ist.[1]
  - Lomatia tasmanica (eine Pflanzenart aus der Familie der Silberbaumgewächse), von der es weltweit nur ein einziges Genet in Australien gibt, wird auf ein Alter von 43.600 Jahren geschätzt.
  - Old Tjikko (eine Gemeine Fichte) in Schweden ist mit 9550 Jahren der älteste individuelle klonale Baum der Welt.
  - Pando (eine Amerikanische-Zitterpappel-Kolonie mit 47.000 Stämmen) in den USA ist geschätzt etwa 14.000 Jahre alt.[2][3]
  - King Clone (ein Kreosotbusch-Ring) in den USA wird auf ein Alter von 11.700 Jahren geschätzt.
- nicht-klonal:
  - Methuselah (eine Langlebige Kiefer) in den USA und galt mit einem Alter von 4723 Jahren lange als der älteste lebende nicht-klonale Baum der Welt.
  - Prometheus (eine Langlebige Kiefer) in den USA war mit 4862 Jahren ebenfalls noch älter als Methuselah, wurde aber 1964 bei der Altersbestimmung gefällt.

### Höchster Baum

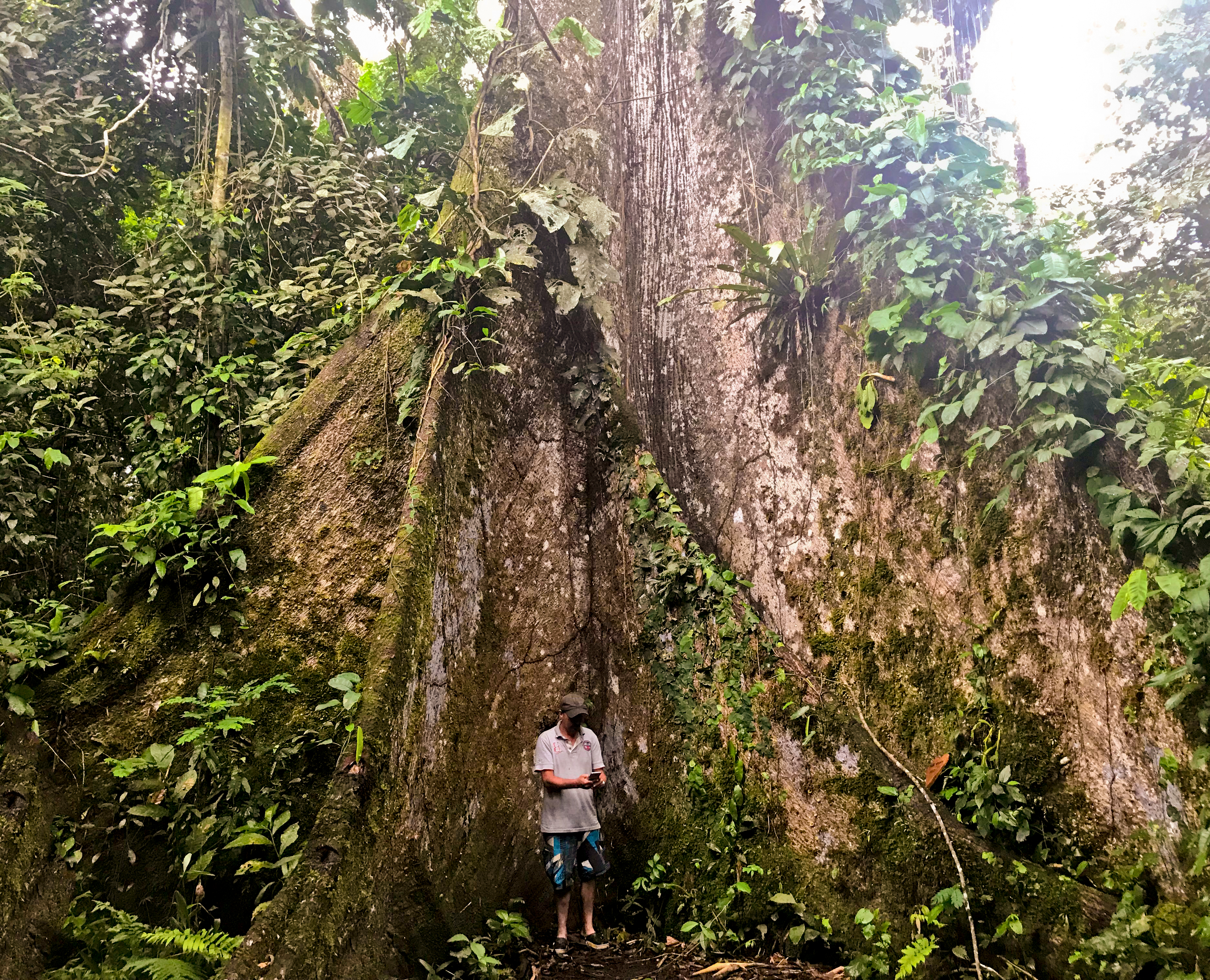
Emergenter Kapokbaum im Regenwald Ecuadors

- Der Hyperion (ein Küstenmammutbaum) in den USA ist mit 115,55 m der derzeit höchste Baum der Welt. Auf Platz 2 befindet sich der Stratosphere Giant (ebenfalls ein Küstenmammutbaum, 112,87 m).
- Aufgrund einer Messung von 1872 gilt der australische Riesen-Eukalyptus mit 132 Meter als höchster Baum.
- 2018 wurde im Regenwald der malaysischen Provinz Sabah auf Borneo ein Gelber Merantibaum vermessen, der mit 100,8 m zum höchsten derzeit bekannten Laubbaum aufstieg.[4] Solche Höhen erreichen diese Bäume nur als Emergenten.

### Sonstige Superlative
- General Sherman Tree (ein Bergmammutbaum) in den USA ist der vom Volumen her größte Baum der Welt mit einem einzelnen Stamm (1489 m³) vor dem General Grant Tree (Bergmammutbaum, 1357 m³).
- Der Árbol del Tule (eine Mexikanische Sumpfzypresse) in Mexiko ist mit 46 Metern Umfang der dickste Baum der Welt.
- Asiatische Banyan-Feigen, von denen mehrere mit Luftwurzeln ein riesiges Areal bedecken, werden zuweilen als „größte Bäume“ bezeichnet, weil ihre Krone besonders breit wird und ihre Wurzeln sehr weit verzweigt sind.
- Die umfangreichsten, allerdings mehrstämmigen Weiß-Tannen finden sich im Vereinigten Königreich, wobei die dreistämmige Three Sisters im Ardkinglas Woodland Garden in Inveraray in der Grafschaft Argyll and Bute im Jahr 2015 einen Stammumfang von 6,88 m aufweisen konnte. Ein weiterer, vierstämmiger Baum (The Monster) gilt mit 9,65 m als anzunehmende umfangreichste Weiß-Tanne.[5]
- Die aktuell größte Weiß-Tanne Europas steht in Montenegro im Urwald im Nationalpark Biogradska Gora. Der Doria GTF genannte Baum wurde 2018 entdeckt. Er hat einen Brusthöhendurchmesser (BHD) von 2,3 m und ist knapp 60 m hoch. Das Holzvolumen des Baumes beträgt 75–80 m³, was ihn zum achtzehntgrößten bekannten Nadelbaum weltweit macht.[6][7]

## Markante und alte Baumexemplare im deutschsprachigen Raum

### Österreich
| Bild           | Name                                                          | Art (bzw. Gattung)                                                                                       | Stammumfang         | Höhe     | ungefähres Alter (Jahre)                                       | Ort                                                                               | Bezirk               |
| -------------- | ------------------------------------------------------------- | --- | ------------------- | -------- | -------------------------------------------------------------- | --------------------------------------------------------------------------------- | -------------------- |
|                | Dorflinde in Faistenau                                        | Sommerlinde                                                                                              |                     |          | angeblich 1000                                                 | Dorfplatz von Faistenau ⊙                                                         | Salzburg-Umgebung    |
|                | Tausendjährige Linde von Eisengattern                         | Sommerlinde                                                                                              | 9,71 m              | 25 m     | angeblich 1000                                                 | Kirchham ⊙                                                                        | Gmunden              |
|                | Kaiserbuche auf dem Haunsberg                                 | Rotbuche                                                                                                 |                     |          | 225, gepflanzt 1779; † 2004; 2005 Pflanzung eines Ersatzbaumes | auf dem Haunsberg auf der Grenze zwischen Obertrum und Nußdorf ⊙                  | Salzburg-Umgebung    |
| weitere Bilder | Kandelaberfichte in Arriach                                   | Gemeine Fichte (Picea abies)                                                                             | 8,92 m              | 35 m     | 507 ± 50                                                       | Laastadt, Arriach ⊙                                                               | Villach-Land         |
|                | Lammertaler Wächter                                           | Weiß-Tanne (Abies alba)                                                                                  | 5,5 m               | 47 m     | 330 ± 20                                                       | Lammertaler Urwald ⊙                                                              | Hallein              |
|                | eine von mehreren Lärchen im ND Zedlacher Paradies            | Europäische Lärche                                                                                       | 7 m                 | 15 m     | 500 ± 100                                                      | Zedlach, Matrei ⊙                                                                 | Lienz (Osttirol)     |
|                | Kastanienhain Liebing 25 Bäume                                | Edelkastanie                                                                                             | 11,33 m             | 25 m     | ?                                                              | Liebing ⊙                                                                         | Oberpullendorf       |
|                | 1000-jährige Linde                                            | Winterlinde                                                                                              |                     |          | angeblich 1000                                                 | Kirchberg am Wechsel ⊙                                                            | Neunkirchen          |
|                | 2000-jährige Linde                                            | Sommerlinde                                                                                              | 12,3 m              |          | geschätzt 700 bis 900                                          | Bei und nördlich vom Hof Lambacher, südöstlich von Neuhof (zu Übelbach) ⊙         | Graz-Umgebung        |
|                | weitere sehr alte Linden                                      | Linde | 8,2 m               |          | unterschiedlich                                                | Bei und nördlich vom Hof Lambacher, südöstlich von Neuhof (zu Übelbach) (z. B. ⊙) | Graz-Umgebung        |
|                | Dorflinde Alberschwende, einer der ältesten Bäume Vorarlbergs | Linde (Tilia sp.)                                                                                        | 8 m                 | 25 m     | 800 - 1000                                                     | Alberschwende ⊙                                                                   | Bregenz              |
| weitere Bilder | Friedhofslinde in Steyr                                       | Winterlinde                                                                                              | 5,3 m               | 19 m     | >300                                                           | Steyr ⊙                                                                           | Statutarstadt Steyr  |
|                | Linde Tschaggober                                             | Sommerlinde                                                                                              | 8,60 m              |          | >700                                                           | Neumarkt in der Steiermark ⊙                                                      | Murau                |
| weitere Bilder | Linde beim Mitteregger                                        | Linde | 10,60 m             | 15 m     | 725 ± 200                                                      | Öblarn ⊙                                                                          | Liezen               |
| weitere Bilder | Marienlinde (Sulzberg)                                        | Linde (Tilia sp.)                                                                                        | > 5 m               | 35 m     | 400 - 500                                                      | Sulzberg ⊙                                                                        | Bregenz              |
| weitere Bilder | „Die Breite Föhre“                                            | Schwarzkiefer                                                                                            |                     |          | * ca. 1550; † 1988; 1997 entfernt                              | Naturpark Föhrenberge ⊙                                                           | Mödling              |
|                | 1000-jährige Linde, „Linde im Gries“                          | Linde |                     |          | angeblich 1000                                                 | Sankt Georgen im Attergau ⊙                                                       | Vöcklabruck          |
|                | 1000-jährige Edelkastanie                                     | Edelkastanie                                                                                             |                     |          | angeblich 1000                                                 | Frutten-Gießelsdorf ⊙                                                             | Südoststeiermark     |
|                | 3 Edelkastanien                                               | Edelkastanie                                                                                             | 8,4 m; 6,6 m; 5,9 m |          |                                                                | Gleisdorf, Nitscha ⊙                                                              | Weiz                 |
|                | Bergahorn in der Wiel                                         | Berg-Ahorn                                                                                               | 5,10 m;             |          | 310                                                            | St. Katharina in der Wiel, Wies ⊙                                                 | Deutschlandsberg     |
|                | 1200-jährige Edelkastanie                                     | Edelkastanie                                                                                             | 9 m                 |          | 1200?                                                          | Stubenberg am See                                                                 | Hartberg-Fürstenfeld |
|                | Edelkastanie                                                  | Edelkastanie                                                                                             | 8 m                 |          | 800                                                            | Leutschach ⊙                                                                      | Leibnitz             |
|                | Buchbacher Edelkastanie                                       | Edelkastanie                                                                                             | 13,85 m             | 22 m     | 800                                                            | Buchbach ⊙                                                                        | Neunkirchen          |
|                | Edelkastanie Graben                                           | Edelkastanie                                                                                             | 7,60 m              |          | ?                                                              | Gloggnitz Graben ⊙                                                                | Neunkirchen          |
|                | Prachtzirbe unterhalb der Neunerspitze, ältester Baum Tirols  | Zirbelkiefer (Pinus cembra)                                                                              |                     |          | ca. 750                                                        | Rinn, in der Nähe des Zirbenwegs ⊙                                                | Innsbruck-Land       |
|                | Vierbrüderbaum                                                | Schwarzkiefer (Pinus nigra austriaca)                                                                    | 6,90 m              |          | 1035                                                           | Vöstenhof ⊙                                                                       | Neunkirchen          |
|                | 800-jährige Eibe                                              | Gemeine Eibe                                                                                             |                     |          | angeblich 800                                                  | Plabutsch in Graz                                                                 | Statutarstadt Graz   |
|                | Birnbaum auf dem Walserfeld                                   | Birnbaum                                                                                                 |                     |          | † 2014/15, Neupflanzung 2015                                   | Walserberg ⊙                                                                      | Salzburg-Umgebung    |
|                | Eiche bei Tisis                                               | Eiche |                     |          | 300–500                                                        | Tisis                                                                             | Feldkirch            |
|                | 1000-jährige Eibe                                             | Gemeine Eibe                                                                                             |                     |          | angeblich 1000                                                 | Alte Pfarrkirche Hll. Cornelius und Cyprian in Feldkirch ⊙                        | Feldkirch            |
|                | Sommereiche Reichenau                                         | Sommereiche                                                                                              | 4,6 m               |          | 450                                                            | Reichenau an der Rax ⊙                                                            | Neunkirchen          |
|                | Kogelbaum                                                     | Rotbuche                                                                                                 |                     |          | 250–300                                                        | Kirchstetten ⊙                                                                    | St. Pölten (Land)    |
|                | –                                                             | Silberpappel                                                                                             | 7,26 m              |          | 300–400                                                        | Lobau in Wien                                                                     | Wien                 |
| weitere Bilder | Mozart-Platane                                                | Morgenländische Platane (Platanus orientalis), bei Monumentale Bäume als Ahornblättrige Platane gelistet | 6,6 m               | ca. 20 m | 245                                                            | Rennweg 14, Gemeindebezirk Landstraße ⊙                                           | Wien                 |
|                | 1000-jährige Eiche Bad Blumau                                 | Stiel-Eiche                                                                                              | 8,75 m              | 30 m     | angeblich 1000, gilt als älteste Eiche Europas                 | Westlich von Bierbaum an der Safen (Bad Blumau) ⊙                                 | Hartberg-Fürstenfeld |

### Schweiz
| Bild                       | Name                                                                | Art (bzw. Gattung)                 | Stammumfang                                                                                      | Höhe              | ungefähres Alter (Jahre)                                   | Ort                                | Kanton     |
| -------------------------- | ------------------------------------------------------------------- | ---------------------------------- | ------------------------------------------------------------------------------------------------ | ----------------- | ---------------------------------------------------------- | ---------------------------------- | ---------- |
|                            | Bettlereiche                                                        | Stieleiche                         | 8,2 m                                                                                            |                   | 675 ± 50                                                   | Thun ⊙                             | Bern       |
| Chêne des Bosses           | Chêne des Bosses, eine der größten und ältesten Stieleichen Europas | Stieleiche                         | 8,7 m                                                                                            | 20                | 425 ± 20, andere Angaben > 1000                            | Châtillon JU ⊙                     | Jura       |
| weitere Bilder             | Alte Eibe auf der Hasenmatt                                         | Europäische Eibe (Taxus baccata)   | ungefähr 6 m                                                                                     | ungefähr 25       | 800 ± 100                                                  | unterhalb der Hasenmatt, Selzach ⊙ | Solothurn  |
| Linde von Linn             | Linner Linde                                                        | Sommerlinde (Tilia platyphyllos)   | 11,05 m, 10,65 m Taillenumfang, 3,42 m BHD, 21 m Kronenbreite                                    | ~ 25 m            | ca. 800                                                    | Linn ⊙                             | Aargau     |
| Linde von Marchissy        | Linde in Marchissy                                                  | Winterlinde (Tilia cordata)        | ungefähr 11 m                                                                                    | ~ 26,4 m          |                                                            | Marchissy ⊙                        | Waadt      |
| Hohle Lärche Obergesteln   | Methusalem-Lärche                                                   | Europäische Lärche                 | 7,8 m; 2,37 m BHD, ca.30 m³ Stamminhalt                                                          |                   | 800                                                        | Obergesteln ⊙                      | Wallis     |
| Esche in Peist, Gde. Arosa | Peister Esche                                                       | Esche                              | 9,25 m, 2,87 m Durchmesser                                                                       |                   | 350                                                        | Peist ⊙                            | Graubünden |
|                            | Edelkastanie (Castanea sativa)                                      | Edelkastanie                       | 12,30 m Taillenumfang; 14 m Basisumfang                                                          |                   | 700                                                        | Lostallo                           | Graubünden |
| weitere Bilder             | Alte Dame von Crémines                                              | Europäische Eibe (Taxus baccata)   | 4,25 m; 1,34 m BHD; 5,00 m Basisumfang                                                           | 8,50 m Kronenhöhe | 1500, vermutlich einer der ältesten Bäume der Schweiz      | Crémines ⊙                         | Bern       |
|                            | Alte Eibe von Moutier                                               | Europäische Eibe (Taxus baccata)   | 4,30 m; 1,37 m BHD; 5,00 m Basisumfang                                                           | 5,00 m Kronenhöhe | 1500, auch vermutlich einer der ältesten Bäume der Schweiz | Moutier                            | Bern       |
| Lärche Les Prarions        | grösste Lärche in Les Prarions                                      | Europäische Lärche (Larix decidua) | 10,7 m; 3,34 m BHD; 8,50 m Taillenumfang in 3 m Höhe; 12,00 m Basisumfang; ca. 45 m³ Stamminhalt |                   | 900                                                        | Prarion, Isérables ⊙               | Wallis     |
|                            | Walnuss                                                             | Walnuss                            | Kronendurchmesser: 45 m                                                                          |                   | 150                                                        | Meinier                            | Genf       |
|                            | Mammutbaum in Corseaux                                              | Küstenmammutbaum                   | 15 m                                                                                             |                   |                                                            | Corseaux                           | Waadt      |
|                            | Rottanne                                                            | Gemeine Fichte (Picea abies)       | 5,88 m Brustumfang                                                                               | 41,5 m            | 350                                                        | Göscheneralptal                    | Uri        |
|                            | Dickste Fichte der Welt                                             | Gemeine Fichte (Picea abies)       | 5,78 m                                                                                           | 32,8 m            |                                                            | St. Martin im Calfeisental ⊙       | St. Gallen |
| Panera                     | Panera, war höchste Fichte der Schweiz                              | Gemeine Fichte (Picea abies)       | 5,85 m                                                                                           | 48 m              | ca. 250, 2018 gefällt                                      | Luven ⊙                            | Graubünden |
|                            | Pummel, Eibe in Ueberstorf                                          | Eibe                               | ≈ 4,7 m                                                                                          | 14 m              | 500                                                        | Ueberstorf ⊙                       | Freiburg   |
|                            | Twärilärch                                                          | Europäische Lärche (Larix decidua) | 8,9 m in 1 m Höhe                                                                                | 26,4 m            | 525 ± 200                                                  | Binn ⊙                             | Wallis     |

## Markante und alte Baumexemplare im übrigen Europa

### Belgien
| Bild           | Name                  | Art (bzw. Gattung)                | Stammumfang | Höhe         | ungefähres Alter (Jahre) | Ort                      | Provinz      |
| -------------- | --------------------- | --------------------------------- | ----------- | ------------ | ------------------------ | ------------------------ | ------------ |
| weitere Bilder | Caesarsboom           | Europäische Eibe (Taxus baccata)  | 2,17 m      | ungefähr 5 m | 2000                     | Lo-Reninge ⊙             | Westflandern |
|                | Gros Chêne de Liernu  | Stieleiche (Quercus robur)        | 10,41       | 17,4         | 621 ± 50                 | Liernu ⊙                 | Namur        |
|                | Four-Trunked Survivor | Edelkastanie (Castanea sativa)    |             |              | 160                      | Ypern neben Menenpoort ⊙ | Westflandern |
|                | Tilleul de Conjoux    | Sommer-Linde (Tilia platyphyllos) | 8,42 m      | 26,6 m       | 425 ± 10                 | Conjoux, Ciney ⊙         | Namur        |

### Frankreich
| Bild           | Name                                                  | Art (bzw. Gattung)                             | Stammumfang                 | Höhe               | ungefähres Alter (Jahre)                  | Ort                                                                | Département           |
| -------------- | ----------------------------------------------------- | ---------------------------------------------- | --------------------------- | ------------------ | ----------------------------------------- | ------------------------------------------------------------------ | --------------------- |
| weitere Bilder | Alte Eiche von Oberlarg                               | Stieleiche (Quercus robur)                     | 6,7 m                       | 32 m               | mehr als 500                              | Oberlarg ⊙                                                         | Haut-Rhin             |
|                | Stiel-Eiche in La Chapelle-Montlinard                 | Stieleiche (Quercus robur)                     | 10,52 m                     |                    |                                           | La Chapelle-Montlinard ⊙                                           | Cher                  |
|                | Le Châtaignier de François Ier                        | Edelkastanie (Castanea sativa)                 | 10,9 m                      |                    | 510                                       | Corps-Nuds ⊙                                                       | Ille-et-Vilaine       |
|                | Arbre de Diane                                        | Platane                                        | 8 m                         | 31 m               | 469 gepflanzt 1556 von Diana von Poitiers | Les Clayes-sous-Bois im Kanton Plaisir ⊙                           | Yvelines              |
|                | Chêne d’Allouville                                    | Stieleiche (Quercus robur)                     | 15 m                        | 18 m               | 800 bis 1200                              | Allouville-Bellefosse ⊙                                            | Seine-Maritime        |
|                | Chêne de Tronjoly                                     | Stieleiche (Quercus robur)                     | 12,6 m                      | 14 m               | 800 bis 1600                              | Bulat-Pestivien ⊙                                                  | Côtes-d’Armor         |
| weitere Bilder | Chêne à Guillotin                                     | Stieleiche (Quercus robur)                     | 9,62 m                      | 20 m               | 1007 ± 100                                | Concoret ⊙                                                         | Morbihan              |
|                | Chêne de François premier                             | Steineiche (Quercus ilex)                      | 5,1 m                       |                    | 531 ± 10                                  | Cherves-Richemont ⊙                                                | Charente              |
|                | Edelkastanie Cathédrale                               | Edelkastanie (Castanea sativa)                 | 11,47 m                     | 13,3 m             | 1025                                      | Neuillé ⊙                                                          | Maine-et-Loire        |
|                | Edelkastanie in Croix Millet in Mouliherne            | Edelkastanie (Castanea sativa)                 | 11,4 m                      | 17 m               |                                           | Croix Millet, Mouliherne ⊙                                         | Maine-et-Loire        |
|                | 3 Edelkastanien in La Chapelle-Bertrand, Deux-Sèvres  | Edelkastanie (Castanea sativa)                 | 11,39 m, 9,27 m und 7,56 m  |                    |                                           | auf der Gemeindegrenze zwischen La Chapelle-Bertrand und Saurais ⊙ | Deux-Sèvres           |
|                | Edelkastanie in Lys und drei weitere im Dorf          | Edelkastanie (Castanea sativa)                 | 11,8 m                      | 14 m               | 825                                       | Lys ⊙                                                              | Pyrénées-Atlantiques  |
|                | Edelkastanien von Tournebride                         | Edelkastanien (Castanea sativa)                |                             |                    |                                           | Wald von Tournebride ⊙                                             | Yvelines              |
| weitere Bilder | Eibe in Jauzé                                         | Europäische Eibe (Taxus baccata)               | 5,7 m in 1,3 m              |                    | 850–900                                   | Jauzé ⊙                                                            | Sarthe                |
| weitere Bilder | 2 alte Kirchhofseiben                                 | Europäische Eibe (Taxus baccata)               | 11,7 m bzw. 9,66 m in 1,3 m | 18,6 m bzw. 17,6 m | mindestens 1000                           | La Haye-de-Routot ⊙                                                | Eure                  |
|                | alte Kirchhofseibe                                    | Europäische Eibe (Taxus baccata)               | 11,60 m                     |                    | 1600                                      | Estry ⊙                                                            | Calvados              |
|                | alte Kirchhofseibe Les ifs amoureux de la Lande-Patry | Europäische Eibe (Taxus baccata)               | 10,70 m                     |                    | bis zu 1500                               | La Lande-Patry ⊙                                                   | Orne                  |
|                | alte Kirchhofseibe                                    | Europäische Eibe (Taxus baccata)               | 13 m                        |                    | über 1000                                 | Le Ménil-Ciboult ⊙                                                 | Orne                  |
|                | alte Kirchhofseibe                                    | Europäische Eibe (Taxus baccata)               | 9,65 oder 10,70 m           |                    | 1400                                      | Saint-Ursin ⊙                                                      | Manche                |
|                | Kastanie bei Pianello                                 | Edelkastanie (Castanea sativa)                 | 11,25 m                     |                    | 800–1000                                  | Pianello ⊙                                                         | Korsika               |
| weitere Bilder | Wilde Pistazie von Ghisonaccia                        | Wilde Pistazie (Pistacia lentiscus)            | 2,25 m                      | 7 m                | 800–1000                                  | Ghisonaccia ⊙                                                      | Korsika               |
|                | Saint-Louis-Eiche                                     | Traubeneiche (Quercus petraea)                 | 4,5 m                       | 35 m               | 250–700                                   | Heimsbrunn ⊙                                                       | Haut-Rhin             |
|                | Sommerlinde an der Kirche in Douvaine                 | Sommerlinde (Tilia platyphyllos)               | 11,48 m in 1,3 m            | 20,5 m             | 705                                       | Douvaine ⊙                                                         | Haute-Savoie          |
|                | Sommerlinde in Villes                                 | Sommerlinde (Tilia platyphyllos)               | 15,45 m in 1,3 m            | 15 m               |                                           | Villes ⊙                                                           | Ain                   |
| weitere Bilder | Tilleul de Châteauvieux                               | Sommerlinde (Tilia platyphyllos)               | 10,41 m in 1,3 m            | 23,8 m             |                                           | Féternes ⊙                                                         | Haute-Savoie          |
| weitere Bilder | Tilleul de Grange Sauvaget                            | Sommerlinde (Tilia platyphyllos)               | 13,18 m in 1,3 m            | 18 m               | 548                                       | Bracon ⊙                                                           | Jura                  |
| weitere Bilder | Tilleul de Turenne                                    | Winterlinde (Tilia cordata)                    | 7,71 m in 1,3 m             | 16 m               | 700                                       | Fontaine ⊙                                                         | Territoire de Belfort |
|                | 1000jähriger Olivenbaum von Roquebrune Cap-Martin     | Olivenbaum (Olea europaea)                     | 23,5 m                      | 15 m               | 1825                                      | Roquebrune-Cap-Martin ⊙                                            | Alpes-Maritimes       |
|                | Weißdorn von Bouquetot                                | Zweigriffeliger Weißdorn (Crataegus laevigata) | 2,75 m                      |                    | 665 ± 10                                  | Bouquetot ⊙                                                        | Eure                  |
| weitere Bilder | Ulme in Gorbio                                        | Feldulme (Ulmus minor)                         | 5,4 m in 1,3 m              |                    | 312                                       | Gorbio ⊙                                                           | HAlpes-Maritimes      |

### Griechenland
| Bild           | Name                                          | Art (bzw. Gattung)                            | Stammumfang             | Höhe  | ungefähres Alter (Jahre)  | Ort                              | Region         |
| -------------- | --------------------------------------------- | --------------------------------------------- | ----------------------- | ----- | ------------------------- | -------------------------------- | -------------- |
| weitere Bilder | Elia Azoria                                   | Olivenbaum                                    | 14,20 m (gemessen 2021) | 6,9 m | 3025 ± 200                | in der Nähe des Dorfes Kavousi ⊙ | Kreta          |
| weitere Bilder | Vouves-Olivenbaum                             | Olivenbaum                                    | 4,20 m                  |       | 4025 ± 1000               | Ano Vouves, Kolymvari ⊙          | Kreta          |
| weitere Bilder | Platane des Hippokrates Ableger mit 2 Stämmen | Morgenländische Platane (Platanus orientalis) | 2,1 m und 1,5           | 18 m  | Ableger ca. 500 Jahre alt | Kos ⊙                            | Südliche Ägäis |
| weitere Bilder | Platane von Krasi                             | Morgenländische Platane (Platanus orientalis) | 14,6 m                  |       | 1975 ± 50                 | Krasi ⊙                          | Kreta          |
| weitere Bilder | Platane von Tsagkarada                        | Morgenländische Platane (Platanus orientalis) | 13,04 m                 |       |                           | Tsagkarada, Mouresi ⊙            | Thessalien     |

### Großbritannien
| Bild | Name           | Art (bzw. Gattung) | Stammumfang                               | Höhe | ungefähres Alter (Jahre)                                                                    | Ort                                                     | Land       |
| ---- | -------------- | ------------------ | ----------------------------------------- | ---- | ------------------------------------------------------------------------------------------- | ------------------------------------------------------- | ---------- |
|      | Fortingall Yew | Europäische Eibe   | 16 m (gemessen im späten 18. Jahrhundert) |      | 2000 bis 5000 (geschätzt), älteste Kirchhofseibe der Welt, vermutlich ältester Baum Europas | auf einem Kirchhof in Fortingall in Perth and Kinross ⊙ | Schottland |

### Italien
| Bild           | Name                                                                           | Art (bzw. Gattung)                            | Stammumfang        | Höhe               | ungefähres Alter (Jahre)         | Ort | Region            |
| -------------- | ------------------------------------------------------------------------------ | --------------------------------------------- | ------------------ | ------------------ | -------------------------------- | --- | ----------------- |
|                | Albero del Piccioni                                                            | Morgenländische Platane (Platanus orientalis) | 8,7 m              | 24 m               | 307 gepflanzt 1718               | Ascoli Piceno ⊙ | Marken            |
|                | Avez del prinzipe, war der höchste heimische Baum in Italien, 2017 umgestürzt. | Weißtanne (Abies alba)                        | 5,08 m             | 52,15 m            | 360 ± 50                         | Lavarone ⊙ | Trentino-Südtirol |
|                | Doppelbaum von Grana                                                           | Maulbeerbaum mit Süßkirsche (Prunus avium)    |                    |                    |                                  | Zwischen Casorzo Monferrato und Grana Monferrato. ⊙ Ein Maulbeerbaum, auf dem ein großer Kirschbaum wächst.                  | Piemont           |
|                | Castagno di Bedignolo                                                          | Edelkastanie (Castanea sativa)                | 10 m               | 12 m               | 800                              | Ravoledo, Grosio. ⊙ | Lombardei         |
|                | Edelkastanie bei Lusenegg                                                      | Edelkastanie (Castanea sativa)                | 13,31 m            | 14,6 m             | 770 ± 100                        | Burg Lusenegg, Lajen. ⊙ | Trentino-Südtirol |
| weitere Bilder | Kastanienbaum der hundert Pferde                                               | Edelkastanie (Castanea sativa)                | 50,2 m             | 22 m               | zwischen 2000 und 4000 Jahre alt | Osthang des Vulkans Ätna ⊙                                                                                                   | Sizilien          |
| weitere Bilder | Castagno Miraglia                                                              | Edelkastanie (Castanea sativa)                | 8,54 m             | 13 m               | 425 ± 100                        | Poppi, Nationalpark Foreste Casentinesi ⊙                                                                                    | Toskana           |
|                | Castagno Sant’Agata                                                            | Edelkastanie (Castanea sativa)                | etwa 22 m          | 17 m               | 3000 Jahre (± 500)               | Jahrtausendealter Kastanienbaum am Fuß des Ätna, in Sizilien, ca. 500 m entfernt von dem Kastanienbaum der hundert Pferde. ⊙ | Sizilien          |
|                | Eschen-Ahorn bei der Pfarrkirche Leifers                                       | Eschen-Ahorn (Acer negundo)                   | 3,14 m             | 8,5 m              | 117 gepflanzt 1908               | Leifers ⊙ | Trentino-Südtirol |
|                | Italus (Baum), einer der ältesten Baum Europas mit genauer Altersbestimmung    | Schlangenhaut-Kiefer (Pinus heldreichii)      | 5 m                |                    | 1236 gekeimt 789                 | Nationalpark Pollino. ⊙ | Basilikata        |
|                | Pinone di Pavullo                                                              | Libanon-Zeder (Cedrus libani)                 | 5,94 m             | 29 m               | 813 gepflanzt ca. 1812           | Pavullo nel Frignano ⊙ | Emilia-Romagna    |
| weitere Bilder | Re leone                                                                       | Zirbelkiefer (Pinus cembra)                   | 5,05 m             | 23 m               | 600                              | Castello-Molina di Fiemme, ⊙                                                                                                 | Trentino-Südtirol |
|                | Quercia delle Checche                                                          | Traubeneiche (Quercus petraea)                | 4,63 m             | 22 m               | 317 ± 30                         | Val d’Orcia ⊙ | Toskana           |
|                | Quercia di San Vito                                                            | Flaumeiche (Quercus pubescens)                | 5,3 m              | 16,4 m             | 400                              | Aquilonia ⊙ | Kampanien         |
|                | Rogolone, älteste Eiche Italiens                                               | Traubeneiche (Quercus petraea)                | 7,66 m             | 25 m               | älter als 295                    | Grandola ed Uniti, Provinz Como ⊙                                                                                            | Lombardei         |
| weitere Bilder | Tausendjähriger Olivenbaum in Luras                                            | Olivenbaum (Olea europaea)                    | 15,5 m             | 11,6 m             | zwischen 3000 und 4000 Jahre alt | Luras⊙ | Sardinien         |
|                | Tiglio di Macugnaga                                                            | Sommerlinde (Tilia platyphyllos)              | 8,33 m             | 15 m               | 512 ± 50                         | Macugnaga, neben der alten Kirche im Ortsteil Duorf ⊙                                                                        | Piemont           |
|                | Ultner Urlärchen                                                               | 3 Europäische Lärchen (Larix decidua)         | die dickste 8,34 m | die höchste 36,5 m | ungefähr 850                     | St. Gertraud im Ultental, Südtirol ⊙                                                                                         | Trentino-Südtirol |
|                | Zürgelbaum von Sona, ältester Zürgelbaum Europas                               | Europäischer Zürgelbaum (Celtis australis)    | 6,52 m             | 15 m               | 415 ± 10                         | Sona, Provinz Verona ⊙ | Venetien          |

### Montenegro
| Bild | Name                            | Art (bzw. Gattung)   | Stammumfang | Höhe     | ungefähres Alter (Jahre) | Ort                                      | Land       |
| ---- | ------------------------------- | -------------------- | ----------- | -------- | --- | ---------------------------------------- | ---------- |
|      | Jastrebica-Schlangenhaut-Kiefer | Schlangenhaut-Kiefer | ca. 10 m    | ca. 20 m | 700 (Baumringe), der Baum wird seit 2018 in Rahmen von Klimaanalysen von der forstwirtschaftlichen Universität Zagreb unter Leitung von Stjepan Mikac dendrochronologisch untersucht | Velika Jastrebica, nur ungefähre Lage: ⊙ | Montenegro |
|      | Doria GTF                       | Weiß-Tanne           | ca. 10 m    | 59,715 m | Der 2019 oder 2020 umgestürzte Baum war die größte Weiß-Tanne der Erde sowie der achtzehntgrößte bekannte Nadelbaum.                                                                 | Nationalpark Biogradska Gora ⊙           | Montenegro |

### Polen
| Bild | Name                    | Art (bzw. Gattung)          | Stammumfang | Höhe                                                      | ungefähres Alter (Jahre)     | Ort                                                                                      | Woiwodschaft                 |
| ---- | ----------------------- | --------------------------- | ----------- | --------------------------------------------------------- | ---------------------------- | ---------------------------------------------------------------------------------------- | ---------------------------- |
|      | Bartek-Eiche            | Stieleiche                  | 9,63 m      | 30 m                                                      | 1800 bis 2000                | zwischen Bartków und Zagnańsk ⊙                                                          | Woiwodschaft Heiligenkreuz   |
|      | Baysen-Eiche            | Stieleiche                  | 10,03 m     | 10,03 m                                                   | 700                          | Kadyny (Cadinen) in der Gemeinde Tolkmicko (Tolkemit) ⊙                                  | Woiwodschaft Ermland-Masuren |
|      | Bolesław-Eiche          | Stieleiche                  | 6,91 m      | 32 m                                                      | 800 (im Mai 2016 umgestürzt) | Gmina Ustronie Morskie, etwa 15 km südöstlich von Kolberg ⊙                              | Woiwodschaft Westpommern     |
|      | Bolko-Eiche             | Stieleiche                  | 8,59 m      | 29 m                                                      | 650                          | Hniszów in der Gemeinde Ruda-Huta ⊙                                                      | Woiwodschaft Lublin          |
|      | Chełmoński-Eiche        | Stieleiche                  | 5,00 m      |                                                           |                              | Korytów in der Gemeinde Radziejowice ⊙                                                   | Woiwodschaft Masowien        |
|      | Chrobry-Eiche           | Stieleiche                  | 9,92 m      | 28 m                                                      | 875                          | an der Gemarkungsgrenze zwischen Sprottau und Piotrowice (Petersdorf) (Gmina Przemków) ⊙ | Woiwodschaft Niederschlesien |
|      | Dominator-Eiche         | Stieleiche                  | 6,80 m      | 36 m                                                      | 450, seit 1992 abgestorben   | Białowieża-Nationalpark ⊙                                                                | Woiwodschaft Podlachien      |
|      | Eibe von Hennersdorf    | Europäische Eibe            | 5 m         | 11 m                                                      | 1500                         | Katholisch Hennersdorf, gut 20 km östlich von Görlitz ⊙                                  | Woiwodschaft Niederschlesien |
|      | Hexenbaum               | Bergahorn                   | 5,36 m      |                                                           |                              | Köslin ⊙                                                                                 | Woiwodschaft Westpommern     |
|      | Imperator des Nordens   | Stieleiche                  | 6,05 m      | 37 m                                                      | 450 bis 500                  | Białowieża-Nationalpark ⊙                                                                | Woiwodschaft Podlachien      |
|      | Imperator des Südens    | Stieleiche                  | 6,1 m       | 40 m                                                      | 350 bis 400                  | Białowieża-Nationalpark ⊙                                                                | Woiwodschaft Podlachien      |
|      | Jagiełło-Eiche          | Stieleiche                  | 5,5 m       | 39 m                                                      | 450, 1974 umgestürzt         | Białowieża-Nationalpark ⊙                                                                | Woiwodschaft Podlachien      |
|      | Kongress-Eiche          | Stieleiche                  | 6,30 m      | 32 m                                                      |                              | Białowieża-Nationalpark ⊙                                                                | Woiwodschaft Podlachien      |
|      | König von Nieznanowo    | Stieleiche                  | 6,02 m      | 38 m                                                      |                              | Białowieża-Nationalpark ⊙                                                                | Woiwodschaft Podlachien      |
|      | Kreuz des Südens        | Stieleiche                  | 6,30 m      | 36 m                                                      |                              | Białowieża-Nationalpark ⊙                                                                | Woiwodschaft Podlachien      |
|      | Mieszko-Eiche           | Stieleiche                  | 8,40 m      | 18 m                                                      | 620 bis 1000                 | Ursynów ⊙                                                                                | Warschau                     |
|      | Napoleoneiche           | Stieleiche                  | 11,40 m     | 22 m                                                      | ca. 720, 2010 abgebrannt     | Zabór (Powiat Zielonogórski) ⊙                                                           | Woiwodschaft Lebus           |
|      | Peter-Eiche             | Stieleiche                  | 6,36 m      | 23 m                                                      | 700                          | Toporów ⊙                                                                                | Woiwodschaft Lebus           |
|      | Raciborski-Eiben        | Europäische Eibe (2 Bäume)  | 8,40 m      | 18 m                                                      | 1200 bis 2000                | Babica in Harbutowice ⊙                                                                  | Woiwodschaft Kleinpolen.     |
|      | Sokół-Eiche             | Stieleiche                  | 6,9 m       | 19 m                                                      | zwischen 700 und 800         | Powidz ⊙                                                                                 | Woiwodschaft Großpolen       |
|      | Tonneneiche             | Stieleiche                  | 740 m       | 30 m                                                      | 450 (1992 abgestorben)       | Białowieża-Nationalpark ⊙                                                                | Woiwodschaft Podlachien      |
|      | Wächter von Zwierzyniec | Stieleiche                  | 6,58 m      | 37 m                                                      |                              | Białowieża-Nationalpark ⊙                                                                | Woiwodschaft Podlachien      |
|      | Warcisław-Eiche         | Stieleiche                  | 3,16 m      | 30 m                                                      | 640                          | Ustronie Morskie, ungefähr 15 km südöstlich von Kolberg ⊙                                | Woiwodschaft Westpommern.    |
|      | Wiedźmin                | Flatter-Ulme (Ulmus laevis) | 9,4 m       | 19 m, nachdem 2004 ein Großteil der Krone abgebrochen war | 472 ± 20                     | Mückenberg (Komorów), Gubin (Landgemeinde) ⊙                                             | Woiwodschaft Lebus           |
|      | Zar-Eiche               | Stieleiche                  | 6,94 m      | 41 m                                                      |                              | Białowieża-Nationalpark ⊙                                                                | Woiwodschaft Podlachien      |
|      | Zigeunereiche           | Stieleiche                  | 5,02 m      |                                                           |                              | Kluki im Powiat Bełchatowski ⊙                                                           | Woiwodschaft Łódź            |

### Schweden
| Bild           | Name                                  | Art (bzw. Gattung)           | Stammumfang | Höhe | ungefähres Alter (Jahre) | Ort                        | Län            |
| -------------- | ------------------------------------- | ---------------------------- | ----------- | ---- | ------------------------ | -------------------------- | -------------- |
| weitere Bilder | Ekebyhovseken                         | Stiel-Eiche (Quercus robur)  | 10,74 m     | 17 m | ca. 500                  | Ekerö ⊙                    | Stockholms län |
| weitere Bilder | Old Tjikko                            | Gemeine Fichte (Picea abies) |             |      | 9550                     | Nationalpark Fulufjället ⊙ | Dalarnas län   |
| weitere Bilder | Rumskullaeken, auch Kvilleken genannt | Stiel-Eiche (Quercus robur)  | 14,75 m     | 15 m | 925 ± 100                | Nationalpark Norra Kvill ⊙ | Kalmar län     |

### Spanien
| Bild           | Name                                                                            | Art (bzw. Gattung)                           | Stammumfang | Höhe    | ungefähres Alter (Jahre)    | Ort                                                                      | Region                       |
| -------------- | ------------------------------------------------------------------------------- | -------------------------------------------- | ----------- | ------- | --------------------------- | ------------------------------------------------------------------------ | ---------------------------- |
| weitere Bilder | Aciñeira oder Encina de Covas                                                   | Steineiche (Quercus ilex)                    | 8,22 m      | 17 m    | 500                         | Covas, Rubiá, Ourense ⊙                                                  | Galizien                     |
|                | ältester genau datierter Baum der EU                                            | Zedern-Wacholder (Juniperus cedrus)          |             |         | 1484 ± 30                   | Nationalpark El Teide, La Orotava, Teneriffa⊙ <-- nur ungefähre Lage --> | Kanarische Inseln            |
|                | Carrasca milenaria de Lecina                                                    | Steineiche (Quercus ilex)                    | 6,1 m       | 16,5 m  | 1100                        | Lecina, Gemeinde Bárcabo, Provinz Huesca ⊙                               | Aragón                       |
|                | Castaño Santo                                                                   | Edelkastanie                                 | 15 m        | 24,5 m  | 1800 bis 2000               | Istán, Sierra de las Nieves, Provinz Malaga ⊙                            | Andalusien                   |
| weitere Bilder | Castanyer Gros oder Castanyer de Can Cuc                                        | Edelkastanie                                 | 13,3 m      | 18 m    |                             | Montseny, Provinz Barcelona ⊙                                            | Katalonien                   |
|                | Drago Milenario                                                                 | Kanarischer Drachenbaum                      | 6 m         | 16 m    | 600                         | Icod de los Vinos, Teneriffa ⊙                                           | Kanarische Inseln            |
|                | El Pino de la Virgen                                                            | Kanarische Kiefer (Pinus canariensis)        | 7,22 m      | 32 m    | 800                         | El Paso, La Palma ⊙                                                      | Kanarische Inseln            |
| weitere Bilder | Encina de la Peana                                                              | Steineiche (Quercus ilex)                    | 5,8 m       | 18,5 m  |                             | Serón, Provinz Almería ⊙                                                 | Andalusien                   |
|                | Encina la Terrona                                                               | Steineiche (Quercus ilex)                    | 7,80 m      | 16,5 m  | 800                         | Zarza de Montánchez, Provinz Caceres ⊙                                   | Extremadura                  |
|                | Farga del Arión                                                                 | Olivenbaum (Olea europaea)                   | 8,15 m      | 6,5 m   | 1725                        | Ulldecona, Provinz Tarragona ⊙                                           | Katalonien                   |
|                | Buche von Herguijuela                                                           | Rotbuche (Fagus sylvatica)                   | 6 m         | 33 m    |                             | Herguijuela de la Sierra, Provinz Salamanca ⊙                            | Kastilien und León           |
|                | Oliva de Agua Amarga                                                            | Olivenbaum (Olea europaea)                   | 9 m         | 8,7 m   | 1500–2000                   | Agua Amarga, ein Ortsteil von Níjar, Provinz Almeria ⊙                   | Andalusien                   |
| weitere Bilder | Olmo de Navajas                                                                 | Feldulme (Ulmus minor)                       | 6,3 m       | 13,87 m | 389 gepflanzt 1636          | Navajas, Provinz Castellón ⊙                                             | Valencianische Gemeinschaft  |
|                | Ombubaum in Dos Hermanas, einer der ältesten Bäume aus der Neuen Welt in Europa | Zweihäusige Kermesbeere (Phytolacca dioica)  | 14,6 m      | 8,75 m  | 525 ± 50                    | Dos Hermanas ⊙                                                           | Andalusien                   |
| weitere Bilder | Ombubaum in La Cartuja, einer der ältesten Bäume aus der Neuen Welt in Europa   | Zweihäusige Kermesbeere (Phytolacca dioica)  | 14 m        | 10 m    | 525 ± 60                    | La Cartuja, Sevilla ⊙                                                    | Andalusien                   |
|                | Pino Escobón                                                                    | Schwarzkiefer (Pinus nigra)                  | 4,8 m       | 29,6 m  |                             | Linares de Mora, Teruel ⊙                                                | Aragonien                    |
|                | Pino Galapan                                                                    | Schwarzkiefer (Pinus nigra)                  | 5,27 m      | 38,6 m  | 408 ± 60                    | Santiago-Pontones, Sierra de Segura, Jaén ⊙                              | Andalusien                   |
|                | Pino Obrado                                                                     | Schwarzkiefer (Pinus nigra)                  | 5,72 m      | 20 m    |                             | Linares de Mora, Teruel ⊙                                                | Aragonien                    |
|                | Sabina                                                                          | Phönizischer Wacholder (Juniperus phoenicea) |             |         |                             | Wahrzeichen der Insel El Hierro, siehe dort ⊙                            | Kanarische Inseln            |
| weitere Bilder | Sabinar de Calatañazor, ganzer Wald auf 30ha                                    | Spanischer Wacholder (Juniperus thurifera)   | 3,5 m       | 20 m    | 725 gepflanzt um 1300 ± 500 | Calatañazor, Provinz Soria ⊙                                             | Kastilien und León           |
| weitere Bilder | Sabina de Villamayor                                                            | Spanischer Wacholder (Juniperus thurifera)   | 2,37 m      | 13 m    | ca. 2000                    | Villamayor de Gállego, Provinz Saragossa ⊙                               | Aragón                       |
|                | Tejo de Barondillo                                                              | Europäische Eibe (Taxus baccata)             | 9,10 m      | 8 m     | 1500–2000                   | Sierra de Guadarrama ⊙                                                   | Autonome Gemeinschaft Madrid |
|                | Tejo de Bermiego                                                                | Europäische Eibe (Taxus baccata)             | 6,5–7 m     | 10 m    | 1000                        | Bermiego, Ortsteil von Quirós ⊙                                          | Asturien                     |

### Tschechien
| Bild | Name                                                 | Art (bzw. Gattung)               | Stammumfang | Höhe | ungefähres Alter (Jahre) | Ort                              | Region            |
| ---- | ---------------------------------------------------- | -------------------------------- | ----------- | ---- | ------------------------ | -------------------------------- | ----------------- |
|      | Eiche bei Bohuňovice                                 | Stieleiche (Quercus robur)       | 6,4 m       | 27 m | 400                      | Bohuňovice nördlich von Olmütz ⊙ | Olomoucký kraj    |
|      | Birnbaum von Drahovice                               | Wildbirne (Pyrus pyraster)       | 3,70 m      | 9 m  | 250 bis 280              | Drahovice, Karlsbad ⊙            | Karlovarský kraj  |
|      | Körnereiche                                          | Stieleiche (Quercus robur)       | 8,77 m      | 21 m | 700 bis 1000             | Dallwitz, Karlsbad ⊙             | Karlovarský kraj  |
|      | Pernštejn-Eibe                                       | Europäische Eibe (Taxus baccata) | 4,55 m      | 16 m | 760–1050                 | Burg Pernštejn, Nedvědice ⊙      | Jihomoravský kraj |
|      | Vejdova-Linde, die dickste von mehreren alten Bäumen | Sommerlinde (Tilia platyphyllos) | 13,05 m     | 25 m | 600–850                  | Pastviny ⊙                       | Pardubický kraj   |
|      | Žižka-Eiche                                          | Stieleiche (Quercus robur)       | 10,01 m     | 20 m | 800–1000                 | Náměšť nad Oslavou ⊙             | Kraj Vysočina     |

### Ukraine
| Bild           | Name                   | Art (bzw. Gattung)         | Stammumfang | Höhe    | ungefähres Alter (Jahre) | Ort          | Oblast         |
| -------------- | ---------------------- | -------------------------- | ----------- | ------- | ------------------------ | ------------ | -------------- |
| weitere Bilder | Didoeiche              | Stieleiche (Quercus robur) | 9,6 m       | 30 m    | 1300                     | Stuschyzja ⊙ | Transkarpatien |
| weitere Bilder | Maksym-Salisnjak-Eiche | Stieleiche (Quercus robur) | 9 m         | 24–30 m | 1100                     | Buda ⊙       | Tscherkassy    |

## Markante und alte Baumexemplare in Afrika

### Botswana
| Bild | Name                                              | Art (bzw. Gattung)                               | Stammumfang | Höhe | ungefähres Alter (Jahre) | Ort                                                                        | Distrikt         |
| ---- | ------------------------------------------------- | ------------------------------------------------ | ----------- | ---- | ------------------------ | -------------------------------------------------------------------------- | ---------------- |
|      | Chapman’s Baobab, 2016 umgestürzt, treibt neu aus | Afrikanischer Affenbrotbaum (Adansonia digitata) | 25 m        |      | 1000–3000                | rund 45 km südlich von Gweta am Rand des Makgadikgadi-Pans-Nationalparks ⊙ | Central District |
|      | Green’s Baobab                                    | Afrikanischer Affenbrotbaum (Adansonia digitata) |             |      |                          | 30 km südlich von Gweta am Rand des Makgadikgadi-Pans-Nationalparks ⊙      | Central District |

### Ghana
| Bild           | Name                    | Art (bzw. Gattung)   | Stammumfang | Höhe   | ungefähres Alter (Jahre) | Ort        | Region         |
| -------------- | ----------------------- | -------------------- | ----------- | ------ | ------------------------ | ---------- | -------------- |
| weitere Bilder | The Big Tree (Akim Oda) | Tieghemella heckelii | 12 m        | 66,5 m | 350 - 400                | Akim Oda ⊙ | Eastern Region |

### Madagaskar
| Bild           | Name                                                                                             | Art (bzw. Gattung)                               | Stammumfang | Höhe        | ungefähres Alter (Jahre) | Ort                                     | Region           |
| -------------- | ------------------------------------------------------------------------------------------------ | ------------------------------------------------ | ----------- | ----------- | ------------------------ | --------------------------------------- | ---------------- |
|                | Anzapalivoro                                                                                     | Adansonia za                                     | 22,25 m     | 26,3 m      | 910 ± 50                 | Ampanihy ⊙                              | Atsimo-Andrefana |
|                | Baobab A- 257                                                                                    | Adansonia grandidieri                            | 25,7 m      | 17,08 m     | 904 ± 100                | Andombiry, östlich von Morombe ⊙        | Atsimo-Andrefana |
| weitere Bilder | Baobaballee, 20-25 Exemplare entlang ca. 250 m entlang der Straße und weitere 25 in der Umgebung | Adansonia grandidieri                            | bis zu 11 m | um die 30 m | ungefähr 800             | Morondava ⊙                             | Menabe           |
|                | Baobab Amoureux                                                                                  | Adansonia za                                     |             |             | 1306 ± 50                | Morondava ⊙                             | Menabe           |
|                | Baobab in Mahajanga                                                                              | Afrikanischer Affenbrotbaum (Adansonia digitata) | 21 m        |             | 755 ± 300                | Mahajanga ⊙                             | Boeny            |
|                | Big Cistern Za                                                                                   | Adansonia za                                     | 12,1 m      | 17,2 m      | 271 ± 20                 | Analave, 30 km südöstlich von Betioky ⊙ | Atsimo-Andrefana |
|                | Fony-Baobab in Reniala                                                                           | Adansonia rubrostipa                             | 12 m        | 7 m         | 1204 ± 100               | Reniala Rerservation, Mangily ⊙         | Atsimo-Andrefana |
| weitere Bilder | Grandmother Baobab                                                                               | Adansonia rubrostipa                             | 9,67 m      | 7,47 m      | 1675 ± 100               | Nationalpark Tsimanampetsotsa ⊙         | Atsimo-Andrefana |
|                | Lavatana                                                                                         | Adansonia grandidieri                            | 22 m        | 25 m        |                          | Andombiry, östlich von Morombe ⊙        | Atsimo-Andrefana |
|                | Polygamous Baobab                                                                                | Adansonia rubrostipa                             | 13,5 m      | 14,02 m     | 1004 ± 110               | Nationalpark Tsimanampetsotsa ⊙         | Atsimo-Andrefana |
|                | Tsitakakantsa, der dickste bekannte Baum Madagaskars                                             | Adansonia grandidieri                            | 28,82 m     | 15,02 m     | 805                      | Andombiry, östlich von Morombe ⊙        | Atsimo-Andrefana |
|                | Tsitakakoike                                                                                     | Adansonia grandidieri                            | 27,36 m     | 14,06 m     | 1404 ± 100               | Andombiry, östlich von Morombe ⊙        | Atsimo-Andrefana |

### Marokko
| Bild           | Name                            | Art (bzw. Gattung)                  | Stammumfang | Höhe | ungefähres Alter (Jahre) | Ort                            | Region         |
| -------------- | ------------------------------- | ----------------------------------- | ----------- | ---- | ------------------------ | ------------------------------ | -------------- |
| weitere Bilder | Cèdre Gouraud, 2003 abgestorben | Atlas-Zeder (Cedrus atlantica)      | 7,45 m      | 42 m | 825 ± 100                | Forêt de Cèdres, Azrou ⊙       | Fès-Meknès     |
|                | Le Cèdre Bossu                  | Atlas-Zeder (Cedrus atlantica)      | 8,1 m       | 40 m | 725 ± 100                | Forêt de Cèdres, Azrou ⊙       | Fès-Meknès     |
|                | Eibe in Bouytkhoukhne           | Europäische Eibe (Taxus baccata)    | 8 m         | 16 m | 1675 ± 50                | Bouytkhoukhne, Provinz Ifrane⊙ | Fès-Meknès     |
|                | Euphrat-Pappel in Aoufous       | Euphrat-Pappel (Populus euphratica) | 8 m         | 18 m |                          | Aoufous, Provinz Errachidia ⊙  | Drâa-Tafilalet |

### Namibia
| Bild | Name                       | Art (bzw. Gattung)                               | Stammumfang | Höhe  | ungefähres Alter (Jahre) | Ort            | Region       |
| ---- | -------------------------- | ------------------------------------------------ | ----------- | ----- | ------------------------ | -------------- | ------------ |
|      | Baobab (Grootfontein)      | Afrikanischer Affenbrotbaum (Adansonia digitata) | 18,5 m,     |       | 3000 Jahre               | Grootfontein ⊙ | Otjozondjupa |
|      | Affenbrotbaum Okahao       | Afrikanischer Affenbrotbaum (Adansonia digitata) |             |       |                          | Okahao ⊙       | Omusati      |
|      | Ombalantu-Baobab           | Afrikanischer Affenbrotbaum (Adansonia digitata) | 20 m        | 28 m  | mindestens 800           | Outapi ⊙       | Omusati      |
|      | Welwitschie bei Swakopmund | Welwitschie (Welwitschia mirabilis)              | 8 m         | 1,5 m | 1500                     | Swakopmund ⊙   | Erongo       |

### Südafrika
| Bild           | Name                                                | Art (bzw. Gattung)                               | Stammumfang              | Höhe   | ungefähres Alter (Jahre)   | Ort                                                     | Provinz |
| -------------- | --------------------------------------------------- | ------------------------------------------------ | ------------------------ | ------ | -------------------------- | ------------------------------------------------------- | ------- |
|                | Cabbage tree                                        | Cussonia spicata                                 | 8,8 m                    | 26,5 m |                            | Hoedspruit⊙                                             | Limpopo |
|                | Dalene Matthee Big Tree                             | Gewöhnliches Afrogelbholz (Afrocarpus falcatus)  | 5,4 m                    | 40 m   | 925 ± 500                  | Knysna ⊙                                                | Westkap |
|                | Leydsdorp Baobab                                    | Afrikanischer Affenbrotbaum (Adansonia digitata) | 28 m                     |        | 1975 ± 500 bzw. 1025 ± 100 | Gravelotte (Südafrika), Distrikt Mopani ⊙               | Limpopo |
|                | Sagole Baobab                                       | Afrikanischer Affenbrotbaum (Adansonia digitata) | 32,89 m                  | 22 m   | 1215 ± 50                  | Tshipise, Distrikt Vhembe ⊙                             | Limpopo |
|                | King of Garatjeke                                   | Afrikanischer Affenbrotbaum (Adansonia digitata) | 25 m                     | 21 m   |                            | Maekgwe, Distrikt Mopani ⊙                              | Limpopo |
|                | Swartwater Baobab                                   | Afrikanischer Affenbrotbaum (Adansonia digitata) | 24,55 m                  | 28,4 m |                            | Swartwater, Distrikt Waterberg ⊙                        | Limpopo |
| weitere Bilder | Sunland Baobab, 2 Stämme, 2017 auseinandergebróchen | Afrikanischer Affenbrotbaum (Adansonia digitata) | 47 m                     | 22 m   | 1075 ± 75                  | Modjadjiskloof ⊙                                        | Limpopo |
| weitere Bilder | Woodville Big Tree                                  | Gewöhnliches Afrogelbholz (Afrocarpus falcatus)  | 12 m                     | 33 m   | 803 ± 500                  | George ⊙                                                | Westkap |
| weitere Bilder | 5 Vergelegen-Kampferbäume                           | Kampferbaum (Cinnamomum camphora)                | 12 m (der dickste)       | 26,3 m | 325 ± 10                   | Vergelegen, Somerset West ⊙                             | Westkap |
|                | Kurisa Forest Giant                                 | Cussonia spicata                                 | 11,65 m                  | 35 m   |                            | Kurisa Forest, Polokwane ⊙                              | Limpopo |
|                | Langbos se Oupa oder Grandfather Tree of Stilbaai   | Sideroxylon inerme                               | 10,02 m                  | 14 m   | > 1000                     | Stilbaai, Hessequa ⊙                                    | Westkap |
| weitere Bilder | The Post Office Tree                                | Sideroxylon inerme                               | 32,9 m Kronendurchmesser | 8,5 m  | der Legende nach 524       | Mosselbaai ⊙                                            | Westkap |
| weitere Bilder | Tsitsikamma Big Tree                                | Gewöhnliches Afrogelbholz (Afrocarpus falcatus)  | 8,5 m                    | 36,6 m | >1000                      | Plaatbos Nature Reserve, Stormsrivier ⊙                 | Ostkap  |
| weitere Bilder | Wonderboom                                          | Ficus salicifolia                                | 5,5 m                    | 23 m   |                            | Pretoria ⊙                                              | Gauteng |
|                | 3 Matumi-Bäume in Amorentia Estate                  | Breonadia salicina                               | 8,3 m (der dickste)      | 40 m   |                            | Amorentia Estate, Mooketsi Valley, Distrikt Waterberg ⊙ | Limpopo |

### Tansania
| Bild | Name                             | Art (bzw. Gattung)                               | Stammumfang | Höhe   | ungefähres Alter (Jahre) | Ort                           | Region                 |
| ---- | -------------------------------- | ------------------------------------------------ | ----------- | ------ | ------------------------ | ----------------------------- | ---------------------- |
|      | Big Tree in Mkangira             | Afrikanischer Affenbrotbaum (Adansonia digitata) | 20 m        |        |                          | Selous Game Reserve ⊙         | Morogoro               |
|      | höchster gemessener Baum Afrikas | Entandrophragma excelsum                         |             | 81,5 m |                          | Kilimandscharo-Nationalpark ⊙ | Kilimandscharo         |
|      | Mkuyu, the Big Tree              | Pappel-Feige (Ficus religiosa)                   | 15 m        | 28 m   | 115                      | Stone Town⊙                   | Unguja Mjini Magharibi |

## Markante und alte Baumexemplare in Asien

### Bhutan
| Bild | Name                         | Art (bzw. Gattung)                        | Stammumfang | Höhe    | ungefähres Alter (Jahre) | Ort                                | Distrikt         |
| ---- | ---------------------------- | ----------------------------------------- | ----------- | ------- | ------------------------ | ---------------------------------- | ---------------- |
|      | Tokaling Tsenden Cypress     | Kaschmir-Zypresse (Cupressus cashmeriana) | 16 m        |         | 825 ± 200                | Tomla Tokaling in Dangchu Gewog ⊙  | Wangdue Phodrang |
|      | Bay Langdra Ney Cypress      | Kaschmir-Zypresse (Cupressus cashmeriana) | 13,4 m      | 94,06 m |                          | Kazhi Gewog ⊙                      | Wangdue Phodrang |
|      | Bhutan Weeping Cypress       | Kaschmir-Zypresse (Cupressus cashmeriana) | 12,46 m     | 64,03 m |                          | Khaling Gewog ⊙                    | Trashigang       |
|      | Kaschmir-Zypresse in Trongsa | Kaschmir-Zypresse (Cupressus cashmeriana) | 6 m         | 60 m    | 381 ± 50                 | Trongsa-Dzong-Kloster in Trongsa ⊙ | Trongsa          |

### China
| Bild           | Name | Art (bzw. Gattung)                                   | Stammumfang                | Höhe    | ungefähres Alter (Jahre)         | Ort                                                                  | Provinz oder bezirksfreie Stadt |
| -------------- | --- | ---------------------------------------------------- | -------------------------- | ------- | -------------------------------- | -------------------------------------------------------------------- | ------------------------------- |
|                | Großer Banyan-Baum | Chinesische Feige (Ficus microcarpa)                 | 7 m                        | 17 m    | 1425 ± 20                        | Yangshuo ⊙                                                           | Guangxi                         |
|                | Bunges Kiefer im Fahai-Tempelpark | Bunges Kiefer (Pinus bungeana)                       |                            |         | 1016 ± 10                        | beim Fahai Si in Shijingshan ⊙                                       | Peking                          |
|                | Liuchaosong, Wacholder der sechs Dynastien | Chinesischer Wacholder (Juniperus chinensis)         |                            |         | über 1500                        | Universität Südostchinas ⊙                                           | Nanjing                         |
| weitere Bilder | Bóshù wáng (Königszypresse), gilt als ältester Baum Tibets | Tibet-Zypresse (Cupressus gigantea)                  | >12                        | 50      | 2600, bzw 2425 ± 100             | Bajie, 8 km südöstlich von Nyingchi ⊙                                | Tibet                           |
|                | Lam-Tsuen-Wunschbäume | 2 Pappel-Feigen (Ficus religiosa)                    |                            |         | mindestens 200                   | Lam Tsuen im Tai Po District ⊙                                       | Hongkong                        |
|                | einer der ältesten Bäume Chinas | Juniperus przewalskii                                |                            |         | 2230                             | Zongwulong-Berge in Delhi (Haixi) ⊙                                  | Qinghai                         |
|                | einer von mehreren Ginkgos im Dalou-Gebirge | Ginkgo (Ginkgo biloba)                               | 11,58 m                    |         | 892                              | Dorf Maopo in Nanchuan ⊙                                             | Chongqing                       |
|                | höchster gemessener Baum Asiens | Cupressus austrotibetica                             | 9,2 m                      | 102,3 m |                                  | Dihangschluchten, Tongmai in der Stadt Nyingchi,⊙ nur ungefähre Lage | Tibet                           |
|                | eine der höchsten Kiefern Chinas | Pinus bhutanica                                      |                            | 72,8    |                                  | Dorf Gelin im Landkreis Mêdog ⊙                                      | Tibet                           |
|                | eine der höchsten Taiwanien Chinas | Taiwanie (Taiwania cryptomerioides)                  | 7,85 m                     | 72      | 1025 ± 500                       | Gaoligong Shan ⊙                                                     | Yunnan                          |
|                | eine der höchsten Tannen Chinas | Schensi-Tanne (Abies chensiensis)                    | 9,64 m                     | 83,2    |                                  | Wald im Kreis Zayü ⊙ nur ungefähre Lage                              | Tibet                           |
|                | Li-Jiawan-Ginkgo, gilt als ältester Ginkgo der Welt | Ginkgo (Ginkgo biloba)                               | 15,6 m                     | 50      | 4000 bis 4500                    | Li Jiawan in der Nähe von Fuquan ⊙                                   | Guizhou                         |
| weitere Bilder | Morgenländischer Lebensbaum in der Songyang Akademie | Morgenländischer Lebensbaum (Platycladus orientalis) | 10 m                       | 14 m    | 2175 ± 40                        | Dengfeng ⊙                                                           | Henan                           |
|                | alter Phoebe zhennan in Enshi | Phoebe zhennan                                       | 3,77 m (1,2 m Durchmesser) | 32      | rund 1000                        | Enshi ⊙ nur ungefähre Lage                                           | Hubei                           |
|                | alter Rhododendron arboreum im Jinfo-Gebirge | Rhododendron arboreum                                |                            |         | 1025                             | im Jinfoshan in Nanchuan ⊙                                           | Chongqing                       |
| weitere Bilder | Fünf alte Schnurbäume im Qingyun Tempel | Japanischer Schnurbaum (Styphnolobium japonicum)     |                            |         | über 1375, zwei weitere über 600 | Qingyun Tempel im Kreis Weishi ⊙                                     | Henan                           |
|                | Yingkesong | Pinus hwangshanensis                                 | 2                          | 10      | 822 ± 400                        | Huangshan ⊙                                                          | Anhui                           |
|                | Zehntausend-Blüten-Kamelie | (Camellia reticulata)                                |                            | 15      | über 500                         | Yulong Xueshan in der Nähe von Lijiang ⊙                             | Yunnan                          |
|                | Zuihuai, an ihm erhängte sich Kaiser Chongzhen, der letzte Kaiser der Ming-Dynastie, als die Mandschu-Eroberer die Verbotene Stadt erstürmten. An seiner Stelle steht heute eine Nachpflanzung. | Japanischer Schnurbaum (Styphnolobium japonicum)     |                            |         | über 175                         | Jingshan-Park ⊙                                                      | Peking                          |

### Indien
| Bild           | Name                                                                                 | Art (bzw. Gattung)                               | Stammumfang                       | Höhe   | ungefähres Alter (Jahre) | Ort                                                            | Bundesstaat    |
| -------------- | ------------------------------------------------------------------------------------ | ------------------------------------------------ | --------------------------------- | ------ | ------------------------ | -------------------------------------------------------------- | -------------- |
| weitere Bilder | Bodhi-Baum: Unter diesem Baum hatte Buddha nach der Überlieferung seine Erleuchtung. | Pappel-Feige (Ficus religiosa)                   |                                   |        |                          | Bodhgaya ⊙                                                     | Bihar          |
| weitere Bilder | Dodda Alada Mara                                                                     | Banyan-Feige (Ficus benghalensis)                | bedeckt eine Fläche von 12.000 m² |        | 400                      | 28 km von Bengaluru in Bengaluru Urban ⊙                       | Karnataka      |
|                | Himalaya-Zeder in Tolma                                                              | Himalaya-Zeder (Cedrus deodara)                  | 14,5 m                            | 30 m   |                          | Nanda-Devi-Nationalpark ⊙                                      | Uttarakhand    |
|                | Jhunsi-Baobab                                                                        | Afrikanischer Affenbrotbaum (Adansonia digitata) | 18,24 m                           | 14 m   | 783 ± 40                 | Jhunsi, Stadtteil von Prayagraj ⊙                              | Uttar Pradesh  |
| weitere Bilder | Kannimara Teak                                                                       | Teakbaum (Tectona grandis)                       | 7,5 m                             | 40 m   | 465                      | Parambikulam Tiger Reserve in Palakkad ⊙                       | Kerala         |
| weitere Bilder | Parijat                                                                              | Afrikanischer Affenbrotbaum (Adansonia digitata) | 13,09 m                           | 13,7 m | 797 ± 40                 | Kintoor in Barabanki ⊙                                         | Uttar Pradesh  |
| weitere Bilder | Pillalamarri                                                                         | Banyan-Feige (Ficus benghalensis)                | bedeckt eine Fläche von 12.000 m² |        | 800                      | Mahbubnagar ⊙                                                  | Telangana      |
| weitere Bilder | The Great Banyan                                                                     | Banyan-Feige (Ficus benghalensis)                | bedeckt eine Fläche von 1,89 ha   | 24 m   | mindestens 250           | Acharya Jagadish Chandra Bose Indian Botanic Garden in Haora ⊙ | Westbengalen   |
|                | Thimmamma Marrimanu                                                                  | Banyan-Feige (Ficus benghalensis)                | bedeckt eine Fläche von 19.107 m² |        | 550                      | Anantapur ⊙                                                    | Andhra Pradesh |

### Japan
| Bild           | Name                                                | Art (bzw. Gattung)                                | Stammumfang              | Höhe           | ungefähres Alter (Jahre)                | Ort                                            | Präfektur           |
| -------------- | --------------------------------------------------- | ------------------------------------------------- | ------------------------ | -------------- | --------------------------------------- | ---------------------------------------------- | ------------------- |
|                | Zwei Große Zelkoven am Nerima-Hakusan-Schrein       | Japanische Zelkove (Zelkova serrata)              | 7,2 m bzw. 8 m           | 14 m bzw. 19 m | 900                                     | Nerima ⊙                                       | Präfektur Tokio     |
|                | Baba-Daimon no Keyaki-Namiki rund 150 Bäume         | Japanische Zelkove (Zelkova serrata)              | der dickste mehr als 6 m |                |                                         | Fuchū ⊙                                        | Präfektur Tokio     |
| weitere Bilder | Große Zelkove von Noma                              | Japanische Zelkove (Zelkova serrata)              | 14,15 m                  | 20 m           | 1004 ± 500                              | Nose ⊙                                         | Präfektur Osaka     |
| weitere Bilder | Große Zelkove von Higashine                         | Japanische Zelkove (Zelkova serrata)              | 16 m                     | 28 m           | 1504 ± 500                              | Higashine ⊙                                    | Präfektur Yamagata  |
|                | Hainbuche des Sajikami-Schreins                     | Lockerblütige Hainbuche (Carpinus laxiflora)      | 2,12 m                   | 5,8 m          | 180 bis 200                             | Hinode im Landkreis Nishitama-gun ⊙            | Präfektur Tokio     |
|                | Heiliger Nagibaum von Kumano Hayatama Taisha        | Echter Nagibaum (Nageia nagi)                     | 5,45 m                   | 17,6 m         |                                         | Kumano Hayatama-Taisha nahe der Stadt Shingū ⊙ | Präfektur Wakayama  |
|                | Hōkisugi in Nakagawa                                | Sicheltanne (Cryptomeria japonica)                | 12 m                     | 45 m           | 2000                                    | Yamakita ⊙                                     | Präfektur Kanagawa  |
|                | Ishiwari-zakura                                     | Higankirsche (Prunus itosakura)                   | 4,3 m                    | 10 m           | 400                                     | Morioka ⊙                                      | Präfektur Iwate     |
|                | Itoshiro-Sugi                                       | Sicheltanne (Cryptomeria japonica)                | 14 m                     |                | 1800                                    | Hakusan-Nationalpark ⊙                         | Präfektur Gifu      |
|                | Jōmon Sugi                                          | Sicheltanne (Cryptomeria japonica), Weltnaturerbe | 16 m                     | 25 m           | Zwischen 2170 und 7200 Jahre alt        | Yakushima ⊙                                    | Präfektur Kagoshima |
| weitere Bilder | Kamo-no-Okusu                                       | Kampferbaum (Cinnamomum camphora)                 | 24,22 m                  | ca. 30 m       | 1922 ± 500                              | Higashimiyoshi ⊙                               | Präfektur Tokushima |
| weitere Bilder | Kampherbaum von Aira                                | Kampferbaum (Cinnamomum camphora)                 | 24,22 m                  | rund 30 m      | 1925 ± 500                              | Aira ⊙                                         | Präfektur Kagoshima |
| weitere Bilder | Großer Katsura von Itoi                             | Japanischer Kuchenbaum (Cercidiphyllum japonicum) | 19,55                    | 36 m           | 1975 ± 500                              | Asago ⊙                                        | Präfektur Hyōgo     |
|                | Kayano Ōsugi                                        | Sicheltanne (Cryptomeria japonica)                | 11,5 m, 9,6 m            | 54,8 m         | 2300                                    | Ōshima ⊙                                       | Präfektur Ishikawa  |
|                | Miharu Takizakura                                   | Higankirsche (Prunus itosakura)                   | 9,5 m                    | 12 m           | über 1000                               | Miharu ⊙                                       | Präfektur Fukushima |
|                | Mitake-no-Jindai-Zelkove                            | Japanische Zelkove (Zelkova serrata)              | 8,2 m                    | 30 m           | 600                                     | Ōme auf dem Berg Mitake ⊙                      | Präfektur Tokio     |
|                | Ōshima-Kirschbaumstumpf                             | Kirschbaum (Prunus speciosa)                      | 7,9 m                    |                | 800, 2005 abgebrochen, treibt unten aus | Hokuto ⊙                                       | Präfektur Tokio     |
|                | Schirmtanne beim Saimyo Tempel                      | Schirmtanne (Sciadopitys verticillata)            | 4,5 m                    | 30 m           | 816, laut Legende 1209 gepflanzt        | beim Saimyo-Ji-Tempel, Mashiko ⊙               | Präfektur Tochigi   |
|                | Sugi no Osugi weltweit höchste Sicheltanne, 2 Bäume | Sicheltanne (Cryptomeria japonica)                | 20 m                     | 60 m           | 3000                                    | Ōtoyo ⊙                                        | Präfektur Kōchi     |
|                | Yamataka Jindai Sakura                              | Kirschbaum (Prunus itosakura)                     | 11,8 m                   | 10,3 m         | 1800 bis 2000                           | Hokuto ⊙                                       | Präfektur Yamanashi |
|                | Zenpukuji-Ginkgo                                    | Ginkgo (Ginkgo biloba)                            | 9 m                      | 19 m           | 700                                     | Azabu ⊙                                        | Präfektur Tokio     |
|                | Zenyōji-Yōgō-Schwarzkiefer                          | Japanische Schwarzkiefer (Pinus thunbergii)       | 4,5 m                    | 8 m            | über 600                                | Edogawa ⊙                                      | Präfektur Tokio     |

### Malaysia
| Bild | Name                                                                                            | Art (bzw. Gattung)                     | Stammumfang | Höhe                                  | ungefähres Alter (Jahre) | Ort                                                                   | Bundesstaat  |
| ---- | ----------------------------------------------------------------------------------------------- | -------------------------------------- | ----------- | ------------------------------------- | ------------------------ | --------------------------------------------------------------------- | ------------ |
|      | Sehr alter Chengal-Baum                                                                         | Neobalanocarpus heimii                 | 16,75 m     | 65 m                                  | 1300                     | Pasir Raja Forest Reserve, Malaiische Halbinsel, keine exakte Lage: ⊙ | Terengganu   |
|      | Menara (Baum), höchster gemessener Laubbaum der Welt                                            | Gelber Merantibaum (Shorea faguetiana) | 6,65 m      | 98,53 m bei anderen Messungen 100,8 m |                          | Danum-Valley-Conservation-Area ⊙                                      | Sabah        |
|      | Serianthes nelsonii in Kuala Lumpur, stammt aus Guam, ist in der Wildnis vom Aussterben bedroht | Serianthes nelsonii                    | 10,2 m      | 20 m                                  | 155 ± 10                 | Bukit Petaling, Stadtteil von Kuala Lumpur ⊙                          | Kuala Lumpur |
|      | Regenbaum vor dem Sky-Hotel                                                                     | Regenbaum (Samanea saman)              | 8,4 m       | 34 m                                  | 145 ± 10                 | Bukit Bintang, Stadtteil von Kuala Lumpur ⊙                           | Kuala Lumpur |

### Philippinen
| Bild | Name                 | Art (bzw. Gattung)                                      | Stammumfang | Höhe   | ungefähres Alter (Jahre) | Ort                 | Provinz         |
| ---- | -------------------- | ------------------------------------------------------- | ----------- | ------ | ------------------------ | ------------------- | --------------- |
|      | Century Tree Dalakit | Birkenfeige (Ficus benjamina)                           | 25 m        | 60 m   | 725 ± 300                | Canlaon City ⊙      | Negros Oriental |
|      | Dao Heritage Tree    | Dracontomelon dao                                       | 22 m        | 25 m   |                          | Tuburan ⊙           | Cebu            |
|      | Millennium Tree      | Birkenfeige (Ficus benjamina)                           | 30 m        | 61 m   | 1332 ± 300               | Maria Aurora ⊙      | Aurora          |
|      | Centennial Dao Tree  | Dracontomelon dao                                       | 20 m        | 78 m   |                          | Governor Generoso ⊙ | Davao Oriental  |
|      | Giant Toog Tree      | Philippinischer Palisander (Petersianthus quadrialatus) | 11,91 m     | 96,9 m | 270 ± 30                 | Prosperidad ⊙       | Agusan del Sur  |

### Südkorea
| Bild           | Name                            | Art (bzw. Gattung)                      | Stammumfang | Höhe | ungefähres Alter (Jahre) | Ort                                      | Provinz           |
| -------------- | ------------------------------- | --------------------------------------- | ----------- | ---- | ------------------------ | ---------------------------------------- | ----------------- |
|                | Ginkgo beim Boseoksa Tempel     | Ginkgo (Ginkgo biloba)                  | 10,72 m     | 34 m | über 1000                | Landkreis Geumsan ⊙                      | Chungcheongnam-do |
|                | Ginkgo in Yogwang-ri in Geumsan | Ginkgo (Ginkgo biloba)                  | 12,93 m     | 24 m | 1004 ± 400               | Landkreis Geumsan ⊙                      | Chungcheongnam-do |
|                | Ginkgo Yeongwol Hasong-ri       | Ginkgo (Ginkgo biloba)                  | 14,9 m      | 18 m | 1104 ± 100               | Landkreis Yeongwol ⊙                     | Gangwon-do        |
| weitere Bilder | Ginkgo beim Yongmunsa-Tempel    | Ginkgo (Ginkgo biloba)                  | 15,2 m      | 42 m | 1304 ± 200               | Yongmunsa-Tempel, Landkreis Yangpyeong ⊙ | Gyeonggi-do       |
|                | Hyeongosu-Zelkove in Segan-ri   | Japanische Zelkove (Zelkova serrata)    | 7 m         | 15 m | ca. 520                  | Landkreis Uiryeong ⊙                     | Gyeongsangnam-do  |
|                | Mukubaum in Sadang ri           | Aphananthe aspera                       | 9,7 m       | 19 m | 304 ± 100                | Landkreis Gangjin ⊙                      | Jeollanam-do      |
|                | Seoksongnyeong-Kiefer           | Japanische Rotkiefer (Pinus densiflora) | 3,67 m      | 11   | 1325 ± 100               | Landkreis Yecheon ⊙                      | Gyeongsangbuk-do  |
|                | Zelkove von Dogye-ri            | Japanische Zelkove (Zelkova serrata)    | 9,1 m       | 30 m | 1004 ± 400               | Samcheok ⊙                               | Gangwon-do        |

### Thailand
| Bild           | Name                                 | Art (bzw. Gattung)               | Stammumfang                    | Höhe   | ungefähres Alter (Jahre) | Ort                            | Provinz      |
| -------------- | ------------------------------------ | -------------------------------- | ------------------------------ | ------ | ------------------------ | ------------------------------ | ------------ |
| weitere Bilder | Regenbaum von Kanchanaburi           | Regenbaum (Samanea saman)        | 9,15 m, Kronendurchmesser 61 m | 17,6 m |                          | Kanchanaburi ⊙                 | Kanchanaburi |
|                | Big Tree in Ko Yao Noi               | Tetrameles nudiflora             | 24,2 m                         | 64,2 m |                          | Ko Yao Noi, Landkreis Ko Yao ⊙ | Phang-nga    |
|                | Big Tree im Tiger Cave Temple Forest | Ficus albipila                   | 22,9 m                         | 49,3 m |                          | Krabi ⊙                        | Krabi        |
|                | Ton Krabak Yai                       | Krabak-Baum (Anisoptera costata) | 16 m                           | 50 m   | 725 ± 300                | Nationalpark Taksin Maharat ⊙  | Tak          |
|                | Yang Na Yai Tree                     | Dipterocarpus alatus             | 14,64 m                        | 53,5 m | 400                      | Ko Pha-ngan ⊙                  | Surat Thani  |
|                | Tualangbaum in Ban Rai District      | Koompassia excelsa               | 20 m                           | 50 m   | 404 ± 100                | Ban Rei, Landkreis Ban Rei ⊙   | Uthai Thani  |

### Türkei
| Bild           | Name                               | Art (bzw. Gattung)                            | Stammumfang | Höhe   | ungefähres Alter (Jahre) | Ort                                       | Provinz   |
| -------------- | ---------------------------------- | --------------------------------------------- | ----------- | ------ | ------------------------ | ----------------------------------------- | --------- |
| weitere Bilder | Gümeli Porsuğu                     | Europäische Eibe (Taxus baccata)              |             | 26,5 m | bis zu 4019              | Alaplı ⊙                                  | Zonguldak |
|                | Ana Ardıç                          | Stinkender Wacholder (Juniperus foetidissima) | 11 m        | 22 m   | 1118                     | Çamlıyayla ⊙                              | Mersin    |
|                | Koca Katran                        | Libanon-Zeder (Cedrus libani)                 | 8,23 m      | 25 m   | um 2000                  | Elmalı ⊙                                  | Antalya   |
|                | Koca Mese                          | Stiel-Eiche (Quercus robur)                   | 12,05 m     | 14 m   | 525 ± 200                | beim Dorf Karacaözü, Landkreis Yapraklı ⊙ | Çankırı   |
|                | Libanon-Zeder in Eğirdir           | Libanon-Zeder (Cedrus libani)                 | 6,8 m       | 20 m   | 637 ± 5                  | beim Dorf Garip, Landkreis Eğirdir ⊙      | Isparta   |
|                | Mızıkçam                           | Schwarz-Kiefer (Pinus nigra)                  |             |        | 800                      | Domaniç ⊙                                 | Kütahya   |
|                | Platane beim Dorf Gedelme in Kemer | Morgenländische Platane (Platanus orientalis) | 12 m        | 25 m   | 2075 ± 500               | beim Dorf Gedelme, Kemer ⊙                | Antalya   |
| weitere Bilder | Inkaya Tarihi Çınar                | Morgenländische Platane (Platanus orientalis) | 10 m        | 37 m   | 615 (Gepflanzt ca. 1407) | Osmangazi ⊙                               | Bursa     |

## Markante und alte Baumexemplare in Australien und Ozeanien

### Australien
| Bild           | Name                                          | Art (bzw. Gattung)                                                 | Stammumfang        | Höhe                          | ungefähres Alter (Jahre) | Ort | Land              |
| -------------- | --------------------------------------------- | ------------------------------------------------------------------ | ------------------ | ----------------------------- | ------------------------ | --- | ----------------- |
|                | Alter Jarrah-Baum                             | Jarrah (Eucalyptus marginata)                                      |                    |                               | 400 - 800                | Armadale ⊙                                                                                               | Westaustralien    |
|                | Benaroon                                      | Eucalyptus pilularis                                               | 15,1 m             | 60 m                          | 400                      | Johns River im Middle-Brother-Nationalpark ⊙                                                             | New South Wales   |
|                | Bird Tree                                     | Eucalyptus pilularis                                               | 11,94 m            | 59 m                          | 400                      | Johns River im Middle-Brother-Nationalpark ⊙                                                             | New South Wales   |
| weitere Bilder | Cazneaux Tree                                 | Roter Eukalyptus (Eucalyptus camaldulensis)                        | 11.4               | 29                            |                          | Flinders Ranges ⊙                                                                                        | Südaustralien     |
|                | Centurion (Baum)                              | Riesen-Eukalyptus (Eucalyptus regnans)                             | 4,05 m Durchmesser | 100,5 m                       |                          | in der Nähe von Geeveston ⊙                                                                              | Tasmanien         |
|                | Corymbia Giant                                | Marribaum (Corymbia calophylla), höchster gemessener Marribaum     | 10,8 m             | 54 m                          | 305 ± 50                 | Quinninup, Greater-Dordagup-Nationalpark ⊙                                                               | Westaustralien    |
| weitere Bilder | Curtain Fig Tree                              | Ficus virens                                                       | 39 m               | 50 m                          | 500                      | Curtain-Fig-Nationalpark ⊙                                                                               | Queensland        |
| weitere Bilder | Gloucester Tree                               | Karribaum (Eucalyptus diversicolor)                                |                    | 61 m                          |                          | Pemberton ⊙                                                                                              | Western Australia |
|                | Hollow Trunk                                  | Eucalyptus jacksonii                                               | 25 m               | 30 m bzw. 75 m                | 305 ± 50                 | Walpole-Nornalup-Nationalpark ⊙                                                                          | Western Australia |
|                | Alter Huon pine tree                          | Lagarostrobos franklinii                                           |                    |                               | 1230 - 1330              | in der Nähe von Strahan nur ungefähre Lage ⊙                                                             | Tasmanien         |
|                | Einziger Genet weltweit von Lomatia tasmanica | Lomatia tasmanica                                                  |                    | verbreitet auf 2 bis 3 Hektar | mindestens 43.600        | Bathurst Range im Southwest-Nationalpark, nur ungefähre Lage: ⊙                                          | Tasmanien         |
|                | Neeminah Loggorale Meena                      | Blauer Eukalyptus (Eucalyptus globulus)                            | 12,2 m             | 92 m                          |                          | Lonnavale im Huon Valley Municipality⊙                                                                   | Tasmanien         |
| weitere Bilder | Prison Tree                                   | Adansonia gregorii                                                 | 14 m               |                               | 1512 ± 10                | Derby ⊙                                                                                                  | Western Australia |
|                | Red Penda                                     | Xanthostemon whitei                                                | 12,6 m             | 45 m                          |                          | Kuranda ⊙                                                                                                | Queensland        |
|                | 3 Springbrook-Südbuchen                       | Nothofagus moorei                                                  | im Schnitt 13 m    | im Schnitt 33 m               | 2000                     | Am Ende der Repeater Station Road des Springbrook-Nationalparks, aber schon im Numinbah Nature Reserve ⊙ | New South Wales   |
|                | The Hawke Tree                                | Karribaum (Eucalyptus diversicolor), dickster gemessener Karribaum | 14,7 m             | 66 m                          | 505 ± 100                | Pemberton ⊙                                                                                              | Westaustralien    |
|                | The Shedded Giant                             | Eucalyptus gomphocephala, dickster gemessener Tuart                | 11,6 m             | 34 m                          | 404                      | Capel Shire ⊙                                                                                            | Westaustralien    |
|                | The Tyrant (Baum)                             | Karribaum (Eucalyptus diversicolor), höchster gemessener Karribaum | 11,5 m             | 69 m                          | 505 ± 100                | Pemberton ⊙                                                                                              | Westaustralien    |
|                | Triarius                                      | Riesen-Eukalyptus (Eucalyptus regnans)                             | 3,9 m Durchmesser  | 86,5 m                        |                          | in der Nähe von Geeveston ⊙                                                                              | Tasmanien         |
|                | Twin Kauri Pines                              | Agathis microstachya                                               | 8,5 m              | 50 m                          | 1025 ± 200               | Crater-Lakes-Nationalpark ⊙                                                                              | Queensland        |

### Neuseeland
| Bild           | Name                                           | Art (bzw. Gattung)                    | Stammumfang | Höhe    | ungefähres Alter (Jahre) | Ort                                 | Region          |
| -------------- | ---------------------------------------------- | ------------------------------------- | ----------- | ------- | ------------------------ | ----------------------------------- | --------------- |
| weitere Bilder | Tāne Mahuta                                    | Kauri-Baum (Agathis australis)        | 15,46 m     | 46,2 m  | 2075 ± 100               | Waipoua Forest ⊙                    | Northland       |
| weitere Bilder | Te Matua Ngahere                               | Kauri-Baum (Agathis australis)        | 16,79 m     | 38,8 m  | 2525 ± 200               | Waipoua Forest ⊙                    | Northland       |
|                | Pouakani                                       | Podocarpus totara                     | 12,18 m     | 42,7 m  | 1825 ± 200               | Mangapehi, South Waikato District ⊙ | Northland       |
|                | Clio (Baum)                                    | Metrosideros excelsa                  | 10,25 m     | 16,3 m  | 1125 ± 100               | Coromandel Range ⊙                  | Northland       |
| weitere Bilder | Moko (Baum)                                    | Rimu-Harzeibe (Dacrydium cupressinum) | 5,28 m      | 25,3 m  | ungefähr 825             | Otari-Wilton's Bush, Wellington ⊙   | Wellington      |
| weitere Bilder | der größte Rimu-Baum entlang des Big Rimu Walk | Rimu-Harzeibe (Dacrydium cupressinum) | 7,1 m       | 42,2 m  | über 1000                | Big Rimu Walk, Karamea ⊙            | West Coast      |
|                | alte Cordyline australis                       | Cordyline australis                   | 5 m         | 17,07 m | 455 ± 50                 | Pakawau, Tasman District ⊙          | Tasman District |

## Markante und alte Baumexemplare in Mittel- und Nordamerika

### Costa Rica
| Bild           | Name                          | Art (bzw. Gattung)                              | Stammumfang | Höhe      | ungefähres Alter (Jahre) | Ort                                                                              | Provinz    |
| -------------- | ----------------------------- | ----------------------------------------------- | ----------- | --------- | ------------------------ | -------------------------------------------------------------------------------- | ---------- |
| weitere Bilder | Árbol de la Paz               | Kapokbaum (Ceiba pentandra)                     | 22,55 m     | 48 m      | 375 ± 200                | Nationalpark Vulkan Tenorio ⊙                                                    | Alajuela   |
|                | alter Pseudobombax septenatum | Pseudobombax septenatum                         | 15 m        | 55 m      | 475 ± 100                | in der Vasconia in Parrita ⊙ nur ungefähre Lage                                  | Puntarenas |
|                | Großvater-Eiche               | Quercus sapotifolia (Syn.: Quercus bumelioides) | 14,2 m      | 60,4 m    |                          | Nationalpark Tapantí - Cerro de La Muerte ⊙                                      | Cartago    |
|                | El Roble del Hotel Savegre    | Quercus sapotifolia (Syn.: Quercus bumelioides) | 11 m        | über 40 m |                          | San Gerardo de Dota, Savegre-Tal in der Nähe des Parque Nacional Los Quetzales ⊙ | San José   |

### Kanada
| Bild           | Name                        | Art (bzw. Gattung)                                                          | Stammumfang        | Höhe                          | ungefähres Alter (Jahre)                 | Ort                                                                                 | Provinz          |
| -------------- | --------------------------- | --------------------------------------------------------------------------- | ------------------ | ----------------------------- | ---------------------------------------- | ----------------------------------------------------------------------------------- | ---------------- |
| weitere Bilder | Big Lonely Doug             | Douglasie (Pseudotsuga menziesii)                                           | 12                 | 66 m                          | 1000 Jahre                               | Gordon River Valley, Vancouver Island ⊙                                             | British Columbia |
|                | The Carmanah Giant          | Sitka-Fichte (Picea sitchensis)                                             | 9,5 m              | 96 m                          | 700 bis 1000                             | 20 km nördlich von Port Renfrew, Vancouver Island ⊙                                 | British Columbia |
|                | Cheewhat Lake Redcedar      | Riesen-Lebensbaum (Thuja plicata), höchster Lebensbaum der Welt             | 18,35 m            | 55,5 m                        |                                          | Pacific-Rim-Nationalpark ⊙                                                          | British Columbia |
|                | Comfort Maple               | Zucker-Ahorn (Acer saccharum)                                               | 6 m                | 24,5 m                        | 500                                      | Pelham ⊙                                                                            | Ontario          |
|                | Kiidk'yaas                  | Sitka-Fichte (Picea sitchensis), 1997 gefällt, Nachpflanzung eines Ablegers |                    |                               |                                          | etwa sechs Kilometer südlich der Siedlung Port Clements auf der Insel Haida Gwaii ⊙ | British Columbia |
|                | Red Creek Fir               | Douglasie (Pseudotsuga menziesii)                                           | 13,28 m            | 74 m                          | 1000 Jahre                               | östlich von Port Renfrew, Vancouver Island ⊙                                        | British Columbia |
|                | San Juan Spruce             | Sitka-Fichte (Picea sitchensis)                                             | 11,65 m            | 60,48 m, hat an Höhe verloren |                                          | in der Nähe von Port Renfrew, Vancouver Island ⊙                                    | British Columbia |
|                | Whirlpool Point Limber Pine | Biegsame Kiefer (Pinus flexilis)                                            | 2,74 m in 1 m Höhe |                               | 1225 ± 500, andere Schätzung bis zu 3000 | Nordegg (Alberta) ⊙                                                                 | Alberta          |

### Mexiko
| Bild           | Name                                                        | Art (bzw. Gattung)                               | Stammumfang | Höhe          | ungefähres Alter (Jahre) | Ort                                                                  | Bundesstaat |
| -------------- | ----------------------------------------------------------- | ------------------------------------------------ | ----------- | ------------- | ------------------------ | -------------------------------------------------------------------- | ----------- |
| weitere Bilder | Árbol del Tule (Baum von Tule), zweitdickster Baum der Welt | Mexikanische Sumpfzypresse (Taxodium mucronatum) | über 30 m   | 35,4 m        | 2075 ± 500               | Santa María del Tule ⊙                                               | Oaxaca      |
|                | Árbol milenario de Concá                                    | Mexikanische Sumpfzypresse (Taxodium mucronatum) | über 20 m   | ungefähr 20 m | 2270                     | Concá, Municipio Arroyo Seco ⊙                                       | Querétaro   |
|                | Árbol milenario de Chalma                                   | Mexikanische Sumpfzypresse (Taxodium mucronatum) | 18,2 m      | 31,4 m        | 1004 ± 500               | Chalma ⊙                                                             | Mexico      |
|                | Alte Kiefer auf dem Cerro El Potosí                         | Hartwegs Kiefer (Pinus hartwegii)                |             |               | 605                      | Cerro El Potosí in der Sierra Madre Oriental, Municipio de Galeana ⊙ | Nuevo León  |
|                | Breiapfelbaum in Acacoyagua                                 | Breiapfelbaum (Manilkara zapota)                 | 17 m        |               |                          | El Zapote, Municipio Acacoyagua ⊙                                    | Chiapas     |

### Vereinigte Staaten
| Bild           | Name | Art (bzw. Gattung)                                | Stammumfang                 | Höhe                            | ungefähres Alter (Jahre) | Ort                                                       | Bundesstaat                     |
| -------------- | --- | ------------------------------------------------- | --------------------------- | ------------------------------- | ------------------------ | --------------------------------------------------------- | ------------------------------- |
|                | Angel Oak | Virginia-Eiche (Quercus virginiana)               | 8,61 m                      | 18,6 m                          | 375 ± 100                | Johns Island in der Nähe von Charleston ⊙                 | South Carolina                  |
|                | Arkansas Champion Baldcypress                                                                                    | Echte Sumpfzypresse (Taxodium distichum)          | 13,68 m                     | 38,46 m                         | 2075 ± 300               | Ethel, Arkansas County ⊙                                  | Arkansas                        |
|                | Bennett Juniper                                                                                                  | Juniperus grandis                                 | 1,4 m Durchmesser           | 24 m                            | 3000                     | Stanislaus National Forest, Tuolumne County ⊙             | Kalifornien                     |
|                | Big Sister, der größte von ursprünglich drei Bäumen, einer 2008 umgestürzt                                       | Amerikanische Weiß-Eiche (Quercus alba)           | 5,74 m                      | 43 m                            | 585                      | Bellbrook ⊙                                               | Ohio                            |
|                | Big Tree in Rockport                                                                                             | Virginia-Eiche (Quercus virginiana)               | 10,50 m                     | 13,50 m                         | 1025 ± 500               | Rockport ⊙                                                | Texas                           |
| weitere Bilder | Big Tree, Missouri                                                                                               | Großfrüchtige Eiche (Quercus macrocarpa)          | 7,29 m                      | 27,40 m                         | 425 ± 40                 | Columbia ⊙                                                | Missouri                        |
|                | Big Tree Scheinzypresse                                                                                          | Lawsons Scheinzypresse (Chamaecyparis lawsoniana) | 13,3 m                      | 70,7 m                          |                          | Powers, Coos County ⊙                                     | Oregon                          |
|                | BLK227 älteste Sumpfzypresse der Welt                                                                            | Echte Sumpfzypresse (Taxodium distichum)          |                             |                                 | 2675 bis 2625            | Black River ⊙                                             | North Carolina                  |
|                | Bloomer-Dailey House and Balmville Tree, 2015 gefällt                                                            | Kanadische Schwarz-Pappel (Populus deltoides)     | 7,6 m                       | 25 m                            | 326 gepflanzt 1699       | Balmville ⊙                                               | New York                        |
|                | Boogerman Pine                                                                                                   | Weymouth-Kiefer (Pinus strobus)                   | 3,50 m                      | 57,55 m                         | 180                      | Great Smoky Mountains ⊙                                   | Tennessee                       |
|                | Buttonball Tree                                                                                                  | Amerikanische Platane (Platanus occidentalis)     | 7,82 m                      | 34,44 m                         | 365 ± 50                 | Sunderland ⊙                                              | Massachusetts                   |
|                | Chandelier Tree                                                                                                  | Küstenmammutbaum (Sequoia sempervirens)           | 15,4 m                      | 84 m                            |                          | Leggett, Mendocino County ⊙                               | Kalifornien                     |
|                | Davie-Pappel | Tulpenbaum (Liriodendron tulipifera)              |                             |                                 | 300 bis 375              | University of North Carolina at Chapel Hill ⊙             | North Carolina                  |
|                | Del Norte Titan                                                                                                  | Küstenmammutbaum (Sequoia sempervirens)           | 22,67 m                     | 93,5 m                          | 2325 ± 100               | Jedidiah Smith Redwoods State Park, Del Norte County ⊙    | Kalifornien                     |
| weitere Bilder | Doerner Fir | Douglasie (Pseudotsuga menziesii)                 |                             | 99,7 m                          | 450                      | Coquille, Coos County ⊙                                   | Oregon                          |
| weitere Bilder | Duncan Cedar | Riesen-Lebensbaum (Thuja plicata)                 | 18,52 m                     | 54 m                            | 1025 ± 200               | Olympic-Halbinsel ⊙                                       | Washington                      |
|                | El Palo Alto | Küstenmammutbaum (Sequoia sempervirens)           | 7,22 m                      | 33,5 m                          | 1085                     | Palo Alto, Santa Clara County ⊙                           | Kalifornien                     |
|                | Emancipation Oak                                                                                                 | Virginia-Eiche (Quercus virginiana)               | 7,31 m                      | 17,7 m                          | 481 ± 50                 | Hampton University in der heutigen City of Hampton ⊙      | Virginia                        |
|                | eine Gelb-Kiefer, die höchste gemessene Kiefer weltweit                                                          | Gelb-Kiefer (Pinus ponderosa)                     |                             | 83,7 m                          |                          | Sonora, Tuolumne County ⊙                                 | Kalifornien                     |
|                | General Grant Tree                                                                                               | Riesenmammutbaum (Sequoiadendron giganteum)       | 27,8 m                      | 81,1 m                          | 1500 bis 1900            | Sequoia-Nationalpark und Kings-Canyon-Nationalpark ⊙      | Kalifornien                     |
|                | General Sherman Tree                                                                                             | Riesenmammutbaum (Sequoiadendron giganteum)       | 25,9 m                      | 83,8 m                          | 1900 bis 2500            | Sequoia-Nationalpark und Kings-Canyon-Nationalpark ⊙      | Kalifornien                     |
|                | Grandma Tree | Douglasie (Pseudotsuga menziesii)                 | 10 m                        |                                 | 1125 ± 400               | in der Nähe des North Folk Coquille River, Coos County ⊙  | Oregon                          |
|                | Fremont-Pappel in Skull Valley                                                                                   | Frémont-Pappel (Populus fremontii)                | 14,22 m                     | 30 m                            |                          | Skull Valley, Yavapai County ⊙                            | Arizona                         |
|                | Hangman’s Elm | Englische Ulme (Ulmus procera)                    | 5,58 m                      | 40 m                            | 310                      | Washington Square Park in New York City ⊙                 | New York                        |
|                | Hyperion (Baum)                                                                                                  | Küstenmammutbaum (Sequoia sempervirens)           |                             | 115,85 m                        | 700 bis 800              | Hang oberhalb des Redwood Creek im Redwood-Nationalpark ⊙ | Kalifornien                     |
|                | Jardine Juniper                                                                                                  | Rocky-Mountain-Wacholder (Juniperus scopulorum)   | 7,2 m                       | 12 m                            | ungefähr 2000            | Logan Canyon, Cache County ⊙                              | Utah                            |
| weitere Bilder | The Kalaloch Redcedar                                                                                            | Riesen-Lebensbaum (Thuja plicata)                 | 18,8 m                      | 37,5 m                          | 1575 ± 200               | Olympic-Nationalpark ⊙                                    | Washington                      |
|                | Kile Oak | Großfrüchtige Eiche (Quercus macrocarpa)          | 5,69 m                      | 26,50 m                         | 475                      | Indianapolis ⊙                                            | Indiana                         |
|                | La Ceiba de Peñuelas                                                                                             | Kapokbaum (Ceiba pentandra)                       | 18 m                        | 40 m                            |                          | Peñuelas ⊙                                                | Puerto Rico                     |
|                | Lady Liberty, 12 m daneben stand eine weitere Sumpfzypresse, The Senator mit ca. 3500 Jahren, die 2012 abbrannte | Echte Sumpfzypresse (Taxodium distichum)          | 10 m                        | 25 m                            | 2000                     | Longwood ⊙                                                | Florida                         |
|                | Linden-Eiche | Amerikanische Weiß-Eiche (Quercus alba)           |                             | 34 m                            | 300                      | North Bethesda ⊙                                          | Maryland                        |
| weitere Bilder | McDonogh Oak | Virginia-Eiche (Quercus virginiana)               | 7,78 m                      | 22 m; Kronendurchmesser: 46,6 m | ca. 800                  | City Park, New Orleans ⊙                                  | Louisiana                       |
|                | Medusa (Baum) | Alligator-Wacholder (Juniperus deppeana)          | 10 m                        | 17 m                            | 1075 ± 100               | Superstition Mountains ⊙                                  | Arizona                         |
|                | Methuselah | Langlebige Kiefer (Pinus longaeva)                |                             |                                 | 4785                     | Inyo National Forest ⊙                                    | zwischen Nevada und Kalifornien |
|                | Monster Maple | Oregon-Ahorn (Acer macrophyllum)                  | 11,11 m                     | 30 m                            |                          | Mapleton, Lane County ⊙                                   | Oregon                          |
|                | My Father | Gelb-Kiefer (Pinus ponderosa)                     | 5,9 m                       | 71 m                            |                          | Yosemite-Nationalpark ⊙                                   | Kalifornien                     |
|                | Octopus Tree | Sitka-Fichte (Picea sitchensis)                   | 14                          | 32                              | 250-300                  | Kap Meares, Tillamook County ⊙                            | Oregon                          |
| \|             | Oregon-Ahorn in Jewell, war der größte bekannte Oregon-Ahorn, 2011 zusammengebrochen                             | Oregon-Ahorn (Acer macrophyllum)                  | 3 m Durchmesser             | 31,4 m                          | über 200                 | Jewell, Clatsop County ⊙                                  | Oregon                          |
|                | Pando | Amerikanische Zitterpappel (Populus tremuloides)  | erstreckt sich über 43,6 ha |                                 | ca. 80.000               | Fishlake National Forest ⊙                                | Utah                            |
|                | Patriarch Tree                                                                                                   | Langlebige Kiefer (Pinus longaeva)                | 11,49 m                     | 13,1 m                          | 5025 bis 1575            | Big Pine ⊙                                                | Kalifornien                     |
|                | Pechanga Great Oak                                                                                               | Kalifornische Steineiche (Quercus agrifolia)      | 6,1 m                       |                                 | über 1000                | Temecula ⊙                                                | Kalifornien                     |
|                | Pine Alpha und zwei weitere Bäume, einer davon abgestorben                                                       | Langlebige Kiefer (Pinus longaeva)                |                             |                                 | 4025 ± 400               | Inyo National Forest ⊙                                    | Kalifornien                     |
|                | Pioneer Cabin Tree, 2017 umgestürzt                                                                              | Riesenmammutbaum (Sequoiadendron giganteum)       | über 30 m                   |                                 | über 1000                | Calaveras Big Trees State Park ⊙                          | Kalifornien                     |
|                | The President | Riesenmammutbaum (Sequoiadendron giganteum)       | 28 m                        | 73 m                            | 3200                     | Sequoia-Nationalpark, nördlich von Visalia ⊙              | Kalifornien                     |
|                | Queets Fir | Douglasie (Pseudotsuga menziesii)                 | 15 m                        | 61                              |                          | Olympic-Nationalpark ⊙                                    | Washington                      |
|                | Roteiche in Armes Gap in Petros                                                                                  | Roteiche (Quercus rubra)                          | 4,45 m                      | 50,29 m                         |                          | Petros, Morgan County ⊙                                   | Tennessee                       |
| weitere Bilder | Sacred Oak | Gelbe Eiche (Quercus muehlenbergii)               | 6,73 m                      | 24,57 m                         | 602 ± 100                | Oley Valley, Berks County ⊙                               | Pennsylvania                    |
|                | Sassafrasbaum in Owensboro, Kentucky                                                                             | Sassafrasbaum (Sassafras albidum)                 | 6 m                         | 30 m                            | 325 ± 100                | Owensboro ⊙                                               | Kentucky                        |
|                | Seven Sisters Oak                                                                                                | Virginia-Eiche (Quercus virginiana)               | 12,08 m                     | 17,4 m                          | 375 gepflanzt 1650 ±50   | Mandeville ⊙                                              | Louisiana                       |
|                | Stratosphere Giant                                                                                               | Küstenmammutbaum (Sequoia sempervirens)           | 16,3 m                      | 112,87 m                        | 2000                     | Humboldt Redwoods State Park ⊙                            | Kalifornien                     |
|                | Baum auf dem Decatur County Courthouse                                                                           | Maulbeerbaum                                      |                             |                                 | 100                      | Greensburg ⊙                                              | Indiana                         |
|                | The Big Oak | Virginia-Eiche (Quercus virginiana)               | 7,9 m                       | 20,7 m                          | 348 gepflanzt 1677 ± 100 | Thomasville ⊙                                             | Georgia                         |
|                | The Grand Oak | Kalifornische Steineiche (Quercus agrifolia)      | 7,88 m                      | 18,8 m                          | 1025 ± 100               | Cherry Valley ⊙                                           | Kalifornien                     |
|                | The Tall One | Tulpenbaum (Liriodendron tulipifera)              | 5,41 m                      | 58,5 m                          |                          | Cherokee, Great Smoky Mountains ⊙                         | North Carolina                  |
|                | Tioga Tower, die zweithöchste gemessene Kiefer weltweit                                                          | Zucker-Kiefer (Pinus lambertiana)                 | 7,37 m                      | 83,45 m                         |                          | Sierra Nevada, Mariposa County ⊙                          | Kalifornien                     |
|                | Treaty Oak | Quercus fusiformis                                |                             |                                 | über 500                 | Austin ⊙                                                  | Texas                           |
|                | Weihrauch-Kiefer in der Nähe des Congaree-Rivers                                                                 | Weihrauch-Kiefer (Pinus taeda)                    | 4,6 m                       | 51,2 m                          |                          | Nähe Congaree-Nationalpark, Calhoun County ⊙              | South Carolina                  |
|                | dickster Zucker-Ahorn der USA                                                                                    | Zucker-Ahorn (Acer saccharum)                     | 6,86 m                      | 22 m                            |                          | Maybrook, Giles County ⊙                                  | Virginia                        |

## Markante und alte Baumexemplare in Südamerika

### Argentinien
| Bild | Name                                    | Art (bzw. Gattung)                            | Stammumfang | Höhe   | ungefähres Alter (Jahre) | Ort                                    | Provinz      |
| ---- | --------------------------------------- | --------------------------------------------- | ----------- | ------ | ------------------------ | -------------------------------------- | ------------ |
|      | Alerce milenario                        | Patagonische Zypresse (Fitzroya cupressoides) | 7,1 m       | 56,8 m | 2200–3000                | Nationalpark Los Alerces ⊙             | Chubut       |
|      | Algarrobo abuelo                        | Neltuma chilensis (Syn.: Prosopis chilensis)  | 6 m         | 15 m   | 1220                     | Villa de Merlo ⊙                       | San Luis     |
|      | Algarrobo historico                     | Neltuma chilensis                             | 6,78 m      | 20 m   | mehr als 250             | Villa Tulumaya, Departamento Lavalle ⊙ | Mendoza      |
|      | Coihue-Südbuche in Villa Pehuenia       | Coihue-Südbuche (Nothofagus dombeyi)          | 8 m         | 25 m   |                          | Villa Pehuenia ⊙                       | Neuquén      |
|      | Gomero de la Recoleta                   | Gummibaum (Ficus elastica)                    | 15 m        | 20 m   | 230                      | Recoleta ⊙                             | Buenos Aires |
|      | Pellin-Scheinbuche im Alerzal Milenario | Pellin-Scheinbuche (Nothofagus obliqua)       | 7 m         | 40 m   |                          | Nationalpark Los Alerces ⊙             | Chubut       |

### Brasilien
| Bild           | Name                                                            | Art (bzw. Gattung)                                | Stammumfang                          | Höhe   | ungefähres Alter (Jahre)           | Ort                          | Bundesstaat         |
| -------------- | --------------------------------------------------------------- | ------------------------------------------------- | ------------------------------------ | ------ | ---------------------------------- | ---------------------------- | ------------------- |
|                | A Muralha da Amazônia                                           | Kapokbaum (Ceiba pentandra)                       | 30 m                                 | 60 m   |                                    | Afuá ⊙                       | Pará                |
|                | Chichá do Largo do Arouche                                      | Sterculia apetala                                 | 3,14 m                               | 30 m   |                                    | São Paulo ⊙                  | São Paulo           |
|                | Figueira da Praça XV de Novembro                                | Ficus organensis                                  |                                      |        | 150                                | Florianópolis ⊙              | Santa Catarina      |
|                | Jequitibá-Rosa de Eugênio de Melo                               | Cariniana legalis                                 |                                      | 27 m   | 500                                | São José dos Campos ⊙        | São Paulo           |
|                | Cajueiro de Pirangi                                             | Cashewbaum (Anacardium occidentale)               | umfasst eine Fläche von rund 8500 m² |        | 100–115                            | Parnamirim ⊙                 | Rio Grande do Norte |
|                | Cajueiro Rei do Piauí                                           | Cashewbaum (Anacardium occidentale)               | umfasst eine Fläche von rund 8832 m² |        | 200                                | Cajueiro da Praia ⊙          | Piauí               |
|                | höchster Baum im Amazonasbecken                                 | Dinizia excelsa                                   |                                      | 88 m   |                                    | Almeirim (Pará) ⊙            | Pará                |
| weitere Bilder | Patriarca (Baum), einer der ältesten bekannten Bäume Brasiliens | Cariniana legalis                                 | 11,3 m                               | 40 m   | zwischen 500 und 3000 (umstritten) | Santa Rita do Passa Quatro ⊙ | São Paulo           |
|                | Pinheirão                                                       | Brasilianische Araukarie (Araucaria angustifolia) | 10,21 m                              | 39,2 m | 807 ± 800                          | São Joaquim ⊙                | Santa Catarina      |
| weitere Bilder | Pinheiro milenar                                                | Brasilianische Araukarie (Araucaria angustifolia) | 12 m                                 | 45 m   | 1025 ± 100                         | Nova Petrópolis ⊙            | Rio Grande do Sul   |
|                | Vovózona                                                        | Kapokbaum (Ceiba pentandra)                       | 25 m                                 | 60 m   | 915 ± 100                          | Belterra ⊙                   | Pará                |

### Chile
| Bild | Name                    | Art (bzw. Gattung)                            | Stammumfang | Höhe    | ungefähres Alter (Jahre) | Ort                                     | Region              |
| ---- | ----------------------- | --------------------------------------------- | ----------- | ------- | ------------------------ | --------------------------------------- | ------------------- |
|      | Araucaria Madre         | Chilenische Araukarie (Araucaria araucana)    | 6,57 m      | 51,19 m | 1820 ± 100               | Curacautín, Nationalpark Conguillío ⊙   | Araukanien          |
|      | Abuelo Alerce Milenario | Patagonische Zypresse (Fitzroya cupressoides) | 11 m        | 50 m    | 3000 - 3500              | La Unión, Nationalpark Alerce Costero ⊙ | Región de Los Ríos  |
|      | The Great Spiral        | Pflaumen-Steineibe (Prumnopitys andina)       | 4,35 m      | 24 m    | 1320 ± 100               | Pucón, Nationalpark Huerquehue ⊙        | Araukanien          |
|      | The lord of the forest  | Coihue-Südbuche (Nothofagus dombeyi)          | 9,41 m      | 44 m    | 720 ± 100                | Pucón, Nationalpark Huerquehue ⊙        | Araukanien          |
|      | Laurel de 700 aňos      | Chilenischer Lorbeer (Laurelia sempervirens)  |             |         | 720 ± 400                | Frutillar, Reserva Edmundo Winkler ⊙    | Región de los Lagos |

## Sonstige markante Bäume (Auswahl)
| Bild | Baum                  | Ort / Anmerkungen |
| ---- | --------------------- | --- |
|      | † Arbre du Ténéré     | Die Schirmakazie war ein wichtiger Orientierungspunkt nahezu in der Mitte der Ténéré-Wüste in Niger. Sie galt als isoliertester Baum der Erde, der einzige Baum in einem Umkreis von 400 Kilometern. Die Akazie wurde 1973 von einem LKW-Fahrer umgefahren und später ins Museum verbracht. ⊙                                                                 |
|      | Bajkuschewa Mura      | Über 1300 Jahre alte Schlangenhaut-Kiefer im Piringebirge (Bulgarien), einer der ältesten Nadelbäume weltweit. ⊙ |
|      | Brureika              | Als größter Baum Norwegens ausgewiesene Stieleiche mit einem Stammumfang von 10,8 Metern. ⊙ |
|      | Cotton Tree           | Wahrzeichen Freetowns, der Hauptstadt Sierra Leones, ehemaliger Wallfahrtsort. Am 24. Mai 2023 während Sturm umgefallen. ⊙ |
|      | Doppelbaum            | Nationalpark Plitvicer Seen; etwa neun Meter hohe, hohle Weide, in deren Inneren eine Fichte wächst |
|      | Einsame Pinie         | „Einsame Pinie“ war der Name eines einzeln wachsenden Baumes auf der Halbinsel Gallipoli in der Türkei, der die Stelle der Schlacht an der Einsamen Pinie im Jahre 1915 markierte und bei der Schlacht zerstört wurde. ⊙ Zur Erinnerung an die Schlacht wurden neue „Einsame Pinien“ (bzw. Kiefern) in Gallipoli, Australien (Foto) und Neuseeland gepflanzt. |
|      | Kongeegen             | Die 1400 bis 2000 Jahre alte Stieleiche gilt als ältester Baum Dänemarks und ist vermutlich auch die älteste Eiche Europas. ⊙ |
|      | Plátano de Portalegre | Die Baumkrone der einzeln stehenden, 1838 gepflanzten Morgenländischen Platane in der portugiesischen Stadt Portalegre ⊙ gilt mit einem Durchmesser von 33,50 Metern als die größte der Iberischen Halbinsel. |
|      | Schadscharat al-Haya  | Einzeln stehender 400-jähriger Mesquitebaum in Bahrain, eine der wichtigsten Touristenattraktionen des Landes. ⊙ |
|      | Jaya Sri Maha Bodhi   | Heilige Feige (Pappel-Feige (Ficus religiosa)) in Anuradhapura, Sri Lanka ⊙ |
|      | Stelmužė-Eiche        | Stieleiche, älteste Baum in Litauen ⊙ |
|      | Tnjri                 | Über 2000 Jahre alte Morgenländische Platane (Platanus orientalis) in der Nähe des Dorfes Suchtoraschen in der Provinz Martuni in der Republik Arzach, das de facto zu Aserbaidschan gehört ⊙ |
|      | Zypresse von Abarqu   | 4000 bis 4500 Jahre alte Mittelmeer-Zypresse in der Stadt Abarkuh in der iranischen Provinz Yazd und somit einer der ältesten Bäume der Welt. ⊙ |